# Relaciones China-India
Las relaciones China-India se refieren a las relaciones bilaterales entre la República Popular China y la República de la India. Históricamente, China y la India han tenido relaciones desde hace más de 2.000 años, pero las relaciones modernas comienzan realmente a mediados del siglo XX, tras la independencia de la India y la creación de ambas repúblicas. India fue uno de los primeros países en romper sus lazos oficiales con la República de China (Taiwán) y reconocer a la República Popular de China el 1 de abril de 1950 como el gobierno legítimo de la China continental y de Taiwán.
China e India son dos de las más antiguas civilizaciones del mundo, modeladas alrededor de los ríos Indo y Ganges en el caso de la India, y del Río Amarillo y el Yangtsé en el caso de la China. Las relaciones culturales y económicas entre ambos países se remontan a la antigüedad debido a su proximidad geográfica, a pesar de estar separadas por el Himalaya. Se estableció un tráfico en los dos sentidos, apoyado en el intercambio comercial y el intercambio de cultura espiritual. La Ruta de la Seda no solo sirvió como importante ruta comercial entre India y China, sino que facilitó la propagación del budismo desde la India hasta el este de Asia. Por el contrario, su interacción política fue mínima la mayoría del tiempo, habiendo coexistido durante miles de años en paz y harmonía.
Durante el siglo XIX, India pasó de estar controlada por la Compañía Británica de las Indias Orientales a estarlo por la Corona británica en 1858, lo que permitió su explotación colonial y consolidar el poder británico en Asia. El tráfico del opio cultivado en India se convirtió desde finales del siglo XVIII en el único negocio rentable para la Compañía, que lo exportaba a China, donde provocó una crisis de adicción al opio, con la creciente preocupación del gobierno imperial. La estrategia británica era desgastar a China para lograr su control. Esto desencadenó la primera y la segunda guerra anglo-china del opio.
Durante la Segunda Guerra Mundial, tanto la India británica como la República de China desempeñaron un papel crucial para detener el progreso del Japón imperial.
La relación política desde mediados del siglo XX ha sufrido altibajos hasta la situación actual, con una buena relación en la década de 1950, una profunda hostilidad entre las décadas de 1960 y 1970, una aproximación en la década de 1980, y un reajuste tras la desaparición de la Unión Soviética. Tras la guerra fría (en la que ambos estaban en bandos opuestos), Nueva Delhi y Pekín se han movido hacia una «relación productiva» de mayor cooperación en los dominios económicos y de comercio, y en el interés a largo plazo de paz y estabilidad en Asia. A pesar de ello, sus relaciones han estado marcadas por conflictos, sospechas mutuas, falta de confianza, y rivalidad en Asia, con una relación volátil y plagada de fricciones y tensiones.
China e India son los dos países más poblados y con mayor crecimiento económico del mundo, por lo que sus influencias diplomáticas y económicas respectivas han aumentado la importancia de su relación bilateral y su influencia en Asia. A pesar de los lazos económicos y estratégicos crecientes entre ambos, los dos principales puntos de discordia entre los dos países son las disputas fronterizas (comparten unos 3.440 km de frontera) y el nacionalismo económico.

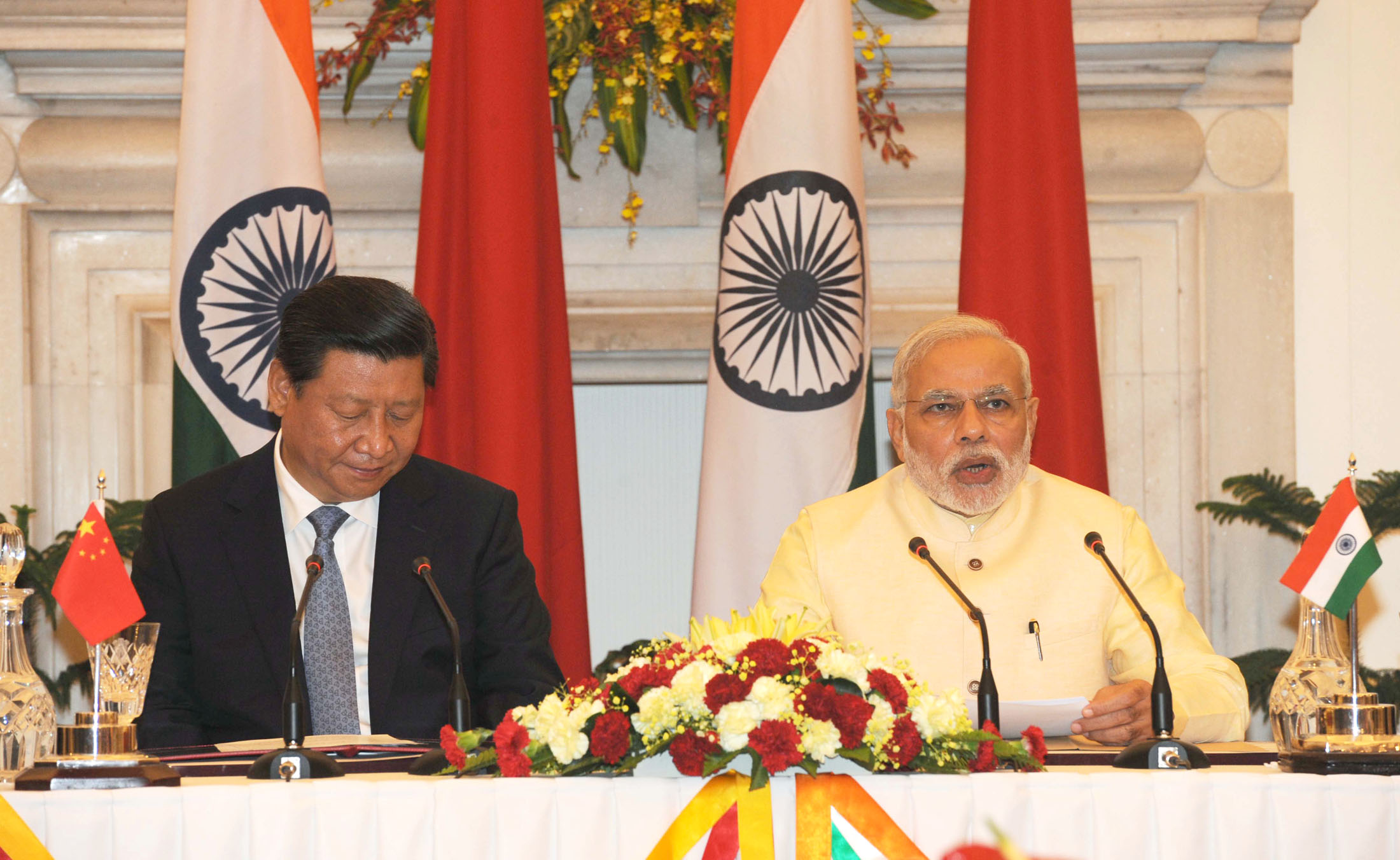
El presidente, Xi Jinping y el primer ministro de la India, Narendra Modi en una visita diplomática a la India en 2014.

Las disputas fronterizas comenzaron con la anexión del Tíbet por la República Popular China en 1951, y han dado lugar a varios conflictos militares: la guerra sino-india de 1962, el incidente de Nathu La y Cho La en 1967, y la escaramuza en Sumdorong Chu en 1987. Tras una pausa de varias décadas, las disputas fronterizas resurgieron en 2013, hubo un enfrentamiento en la meseta de Doklam en 2017, en la frontera entre Bután y China, y un grave enfrentamiento en 2020 en el valle de Galwan, con decenas de muertos de cada lado. Ambos países han reforzado de manera importante su infraestructura militar a lo largo de las zonas fronterizas.
Entre 2008 y 2021, China se convirtió en el mayor socio comercial de la India (hoy lo es EE. UU.), y los dos países ampliaron sus relaciones estratégicas y militares. Sin embargo existe un déficit comercial muy importante, que favorece a China. En 2010, los dos Primeros Ministros (Wen Jiabao y Manmohan Singh) se fijaron como objetivo acrecentar los intercambios bilaterales entre los dos países para llegar a 100 000 millones de dólares antes de 2015. En 2022, el comercio entre China e India alcanzó un nivel récord de 135 980 millones de dólares.
Por otra parte, India mantiene su desconfianza hacia las fuertes relaciones estratégicas de China con Pakistán, y las relaciones de China con grupos separatistas en el noreste de India, mientras que China ha expresado preocupación por las actividades militares y económicas indias en el disputado Mar de la China Meridional, y por albergar actividades antichinas por parte de los exiliados tibetanos.
Esta desconfianza mutua se ve reflejada en los resultados de las encuestas de opinión pública en ambos países.

### Situación geográfica y geopolítica

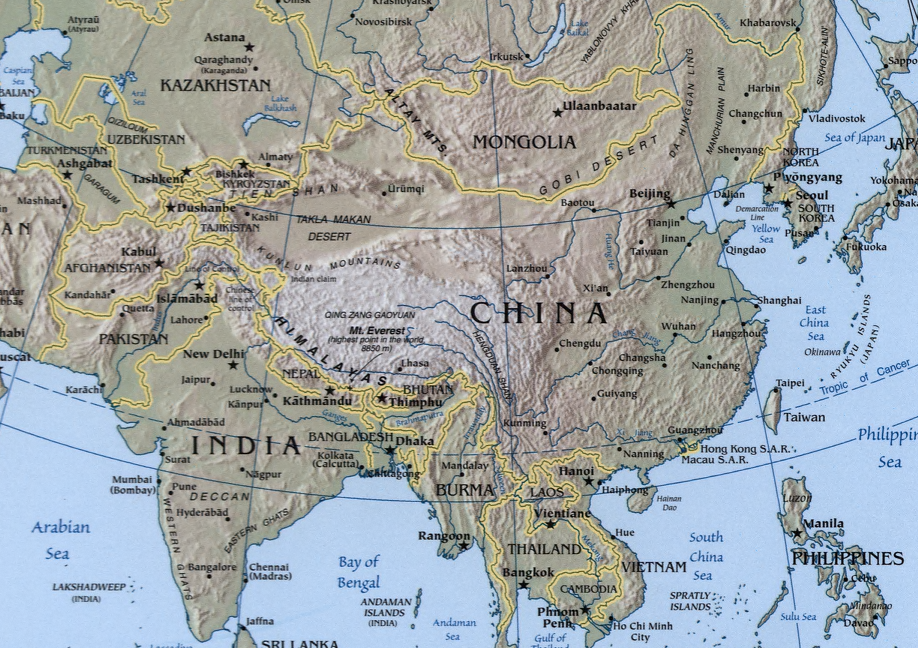
Mapa de Asia del Sur y del Este. La frontera entre China e India al nivel de Arunachal Pradesh/Sur del Tíbet, se basa en los territorios controlados por cada uno, y no en las diferentes reivindicaciones.

La frontera entre China e India se extiende a lo largo del Himalaya, con Nepal y Bután actuando como Estados tampón. Partes de la disputada región de Cachemira (Jammu y Cachemira, y Ladaj) reclamadas por la India, son administradas por Pakistán (Azad Cachemira y Gilgit-Baltistán) o por China (Aksai Chin). El gobierno de Pakistán, en sus mapas, muestra la mayor parte del área de Aksai Chin como perteneciente a China, y marca el límite como “frontera indefinida”, mientras India sostiene que Aksai Chin está ocupado ilegalmente por China. Además, China e India también se disputan la mayor parte de Arunachal Pradesh.
Otra región en disputa es la del Indo-Pacífico, donde India busca un orden multipolar, fortalece sus vínculos de seguridad con EE. UU. y asume un papel de liderazgo en la organización del Sur global. Mientras tanto, China busca ser el polo único de esta zona, lo que explica su creciente cooperación con vecinos de la India y con Pakistán, que tensa el panorama geopolítico de India. En este panorama volátil, las relaciones sino-indias buscan un delicado equilibrio entre los intereses económicos pragmáticos y las crecientes tensiones geopolíticas.
La lengua diplomática de comunicación entre ambos países es a menudo el inglés (una de las lenguas oficiales en India), pero para ciertos intercambios se utilizan intérpretes en mandarín e hindi. Desde la década de 1990, los dos países se esfuerzan en utilizar sus lenguas nacionales a igualdad con el inglés. En los encuentros internacionales, todos los documentos son traducidos al inglés, hindi y mandarín.

## Historia de las relaciones desde la Antigüedad hasta mediados delsigloXX

### Antigüedad
Se han excavado cuentas de cornalina grabadas de la cultura Harappa, importadas de la India a China en la primera mitad del primer milenio a. C., lo que indica intercambios culturales tempranos.

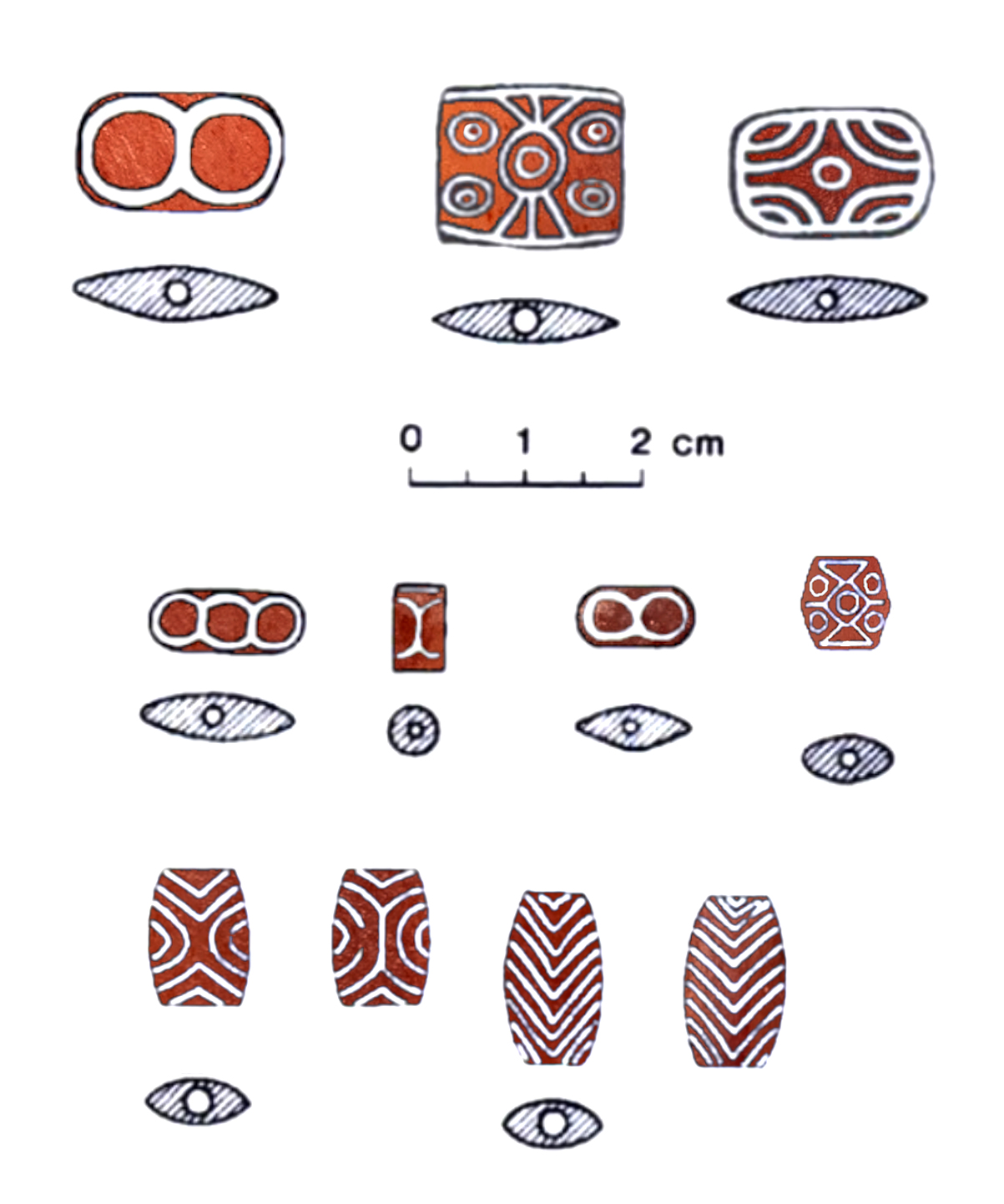
Cuentas de cornalina grabadas Harappa encontradas en China.

Los primeros contactos conocidos entre China e India datan del siglo II a. C., mientras que el budismo  se transmitió de India a China en el siglo I d. C. Pero existen referencias anteriores. El Mahabharata, la gran epopeya india del siglo V a. C., contiene referencias a “China”, que puede referirse al Estado Qin, que más tarde se convirtió en la dinastía Qin. Chanakia (350-283 a. C.), primer ministro del Imperio Maurya, habla de la seda china en su obra Artha-shastra, empleando los términos cinamsuka  (vestido de seda chino) y cinapatta  (bulto de seda chino).

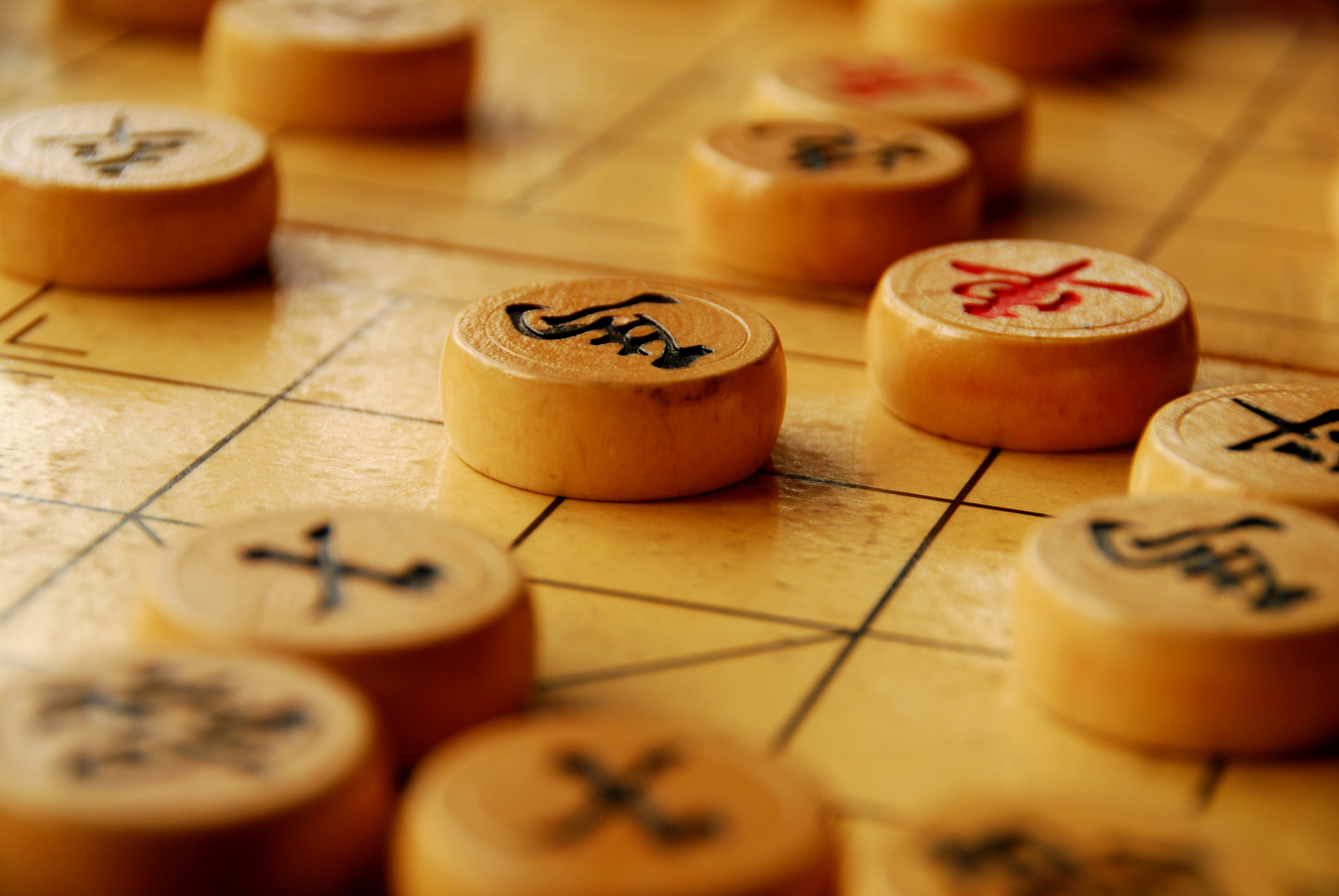
Xiangqi chino, descendiente del juego de ajedrez indio Chaturanga. Parece que se juega desde el s. a. C.

En las obras Artha-sastra de Chanakia (s. IV a. C.) y El arte de la guerra de Sun Tzu (s. V a. C.), ambos países muestran ricas tradiciones similares sobre el arte de gobernar y de la guerra: concepto indio de mandala o círculos y concepto tradicional chino de círculos concéntricos. Ambos postulan que el vecino de un rey es su enemigo natural, mientras que el rey más allá de su vecino es su aliado natural. En ambos casos, el tributo, el homenaje y la sumisión (pero no la anexión), eran frutos legítimos de la victoria.
Tras la expedición de Zhang Qian a Asia Central (138-114 a. C.), el historiador Sima Qian compuso su libro Memorias históricas – Shiji (109-91 a. C.), donde narra que la gente de Sichuan vestía con tejidos traídos del reino indio de Shendu, quizás en el valle del Indo (actualmente en la provincia de Sindh en Pakistán), que tenía el nombre de Sindhu en sánscrito. Cuando Yunnan fue anexionado por los Han en el s. I, las autoridades chinas informaron que una comunidad india Shendu habitaba allí.
El budismo se transmitió de India a China en el s. I d. C. y muchos eruditos y monjes indios viajaron a China, aprovechando la Ruta de la Seda. Un monje chino, Fa Xian, visitó India en el 402 d. C., permaneció allí 10 años, y a su regreso tradujo muchos textos budistas y sánscritos al chino. El erudito Kumarajiva, de madre china y padre indio, tradujo muchas sutras budistas sánscritos al chino. En el s. V d. C., el monje indio Bodhidharma se convirtió en el fundador del budismo zen y en el primer patriarca del monasterio Shaolin en China. El monje budista chino Xuanzang viajó a la India y la recorrió durante 16 años (629-645); fundó la escuela budista Fa Xian, y escribió el libro Viaje al Oeste en la Gran Dinastía Tang, que inspiró más tarde a Wu Cheng'en el libro Viaje al Oeste (siglo XVI), una de las cuatro grandes novelas clásicas de la literatura china. Entre los siglos III y VII, el budismo surgió como una religión influyente en China, con su apogeo durante la dinastía Tang (s. VI – X d. C.). El declive del budismo en la India, reemplazado por el hinduismo (hoy hay más budistas en China que en India), dio lugar a una disminución de los intercambios culturales.
La Ruta de la Seda, establecida por la dinastía Han y que es mencionada en el Shiji (s. I a. C.), sirvió como ruta de transporte para el intercambio de mercancías, bienes, innovaciones e ideas, entre Xian (capital china) y la región mediterránea. Hubo cuatro rutas de comunicación para estos intercambios:
- Ruta de la Seda o de Asia Central, terrestre y utilizada por misioneros y mercaderes, que pasaba por el norte de la India, por Mathura y Ujjain.
- Ruta de la Seda del Sur, por Yunnan, Birmania y Assam, en el noreste de India.
- Ruta de la Seda por Nepal y Tíbet, hasta Bengala.
- Ruta del Mar o Marítima de la Seda, que pasaba por el Estrecho de Malaca, y luego por los puertos indios del este y del oeste.

La India enviaba a China productos como coral, perlas de vidrio, joyas y fragancias, mientras que China enviaba a la India sobre todo seda, telas de Sichuan, bastones de bambú, artículos de hierro y otros artículos artesanales. Las relaciones comerciales se desarrollaron más tarde durante las dinastías Tang, Song y Yuan (s. VII al XIV), al tiempo que se producía un flujo transcultural entre India y China sobre astronomía, medicina, música y danza.

### De la Edad Media hasta elsigloXIX

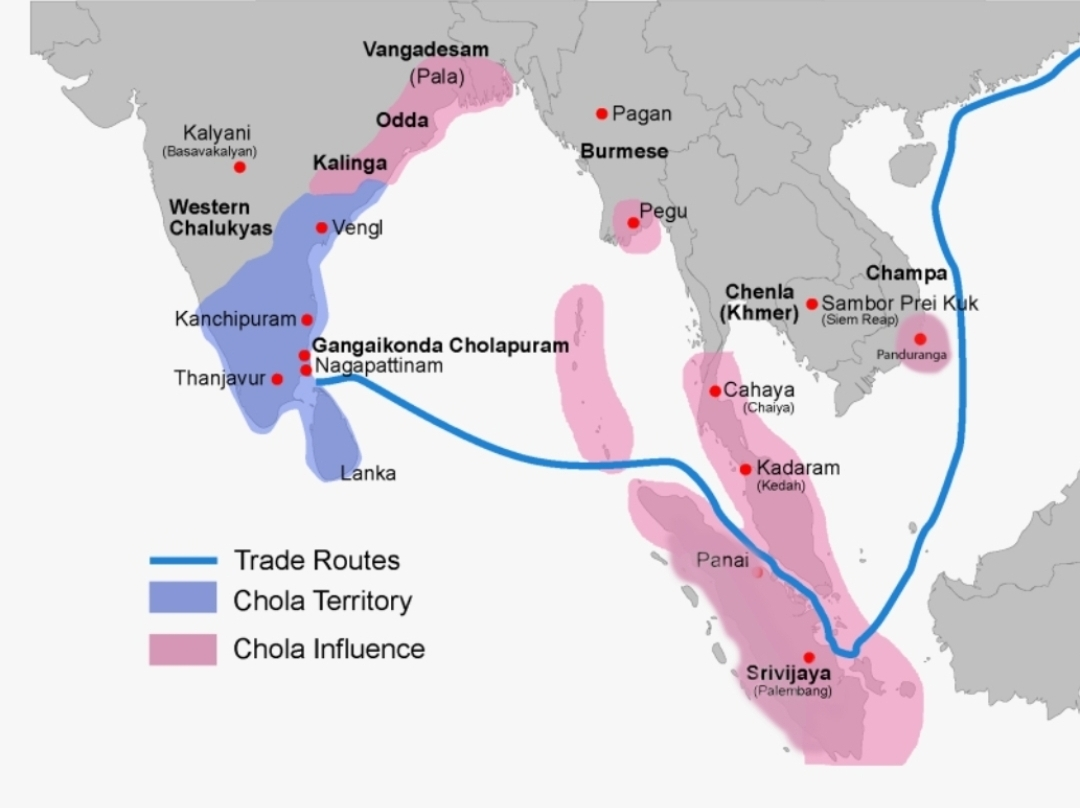
Extensión del Imperio Chola en el.

La dinastía Chola india (s. III a. C. – XIII d. C.) tuvo una buena relación con los chinos, y se han encontrado monedas chinas en el corazón del imperio, en Tamil Nadu. Bajo los reinados de Rajaraja y Rajendra Chola (siglo XI), hubo fuertes vínculos comerciales con la dinastía Song china. En esta época, Chola conquistó el imperio de Srivijaya en Sumatra, para asegurar la ruta comercial marítima hacia China.
En el siglo VII, la dinastía Tang controló gran parte de la Ruta de la Seda y del Asia Central. El general Wang Xuance invadió brevemente el norte de la India con la ayuda de tropas tibetanas y nepalesas.
En el 718 d. C., la tabla astronómica de senos del astrónomo y matemático indio Aryabhata (s. VI) fue traducida por el astrónomo y matemático chino Gautama Siddha, de origen indio, en su libro Tratado de astrología de la era Kaiyuan. Gautama también tradujo el calendario Navagraha al chino.
Durante la dinastía Yuan, un rico comerciante del sultanato de Madurai se instaló en China y obtuvo un trabajo del emperador y una esposa coreana, tal como se registra en tres crónicas coreanas. Los mercaderes tamiles e hindúes también comerciaban en Quanzhou durante la dinastía Yuan, y se han encontrado estatuas hindúes en esta ciudad de esta época.

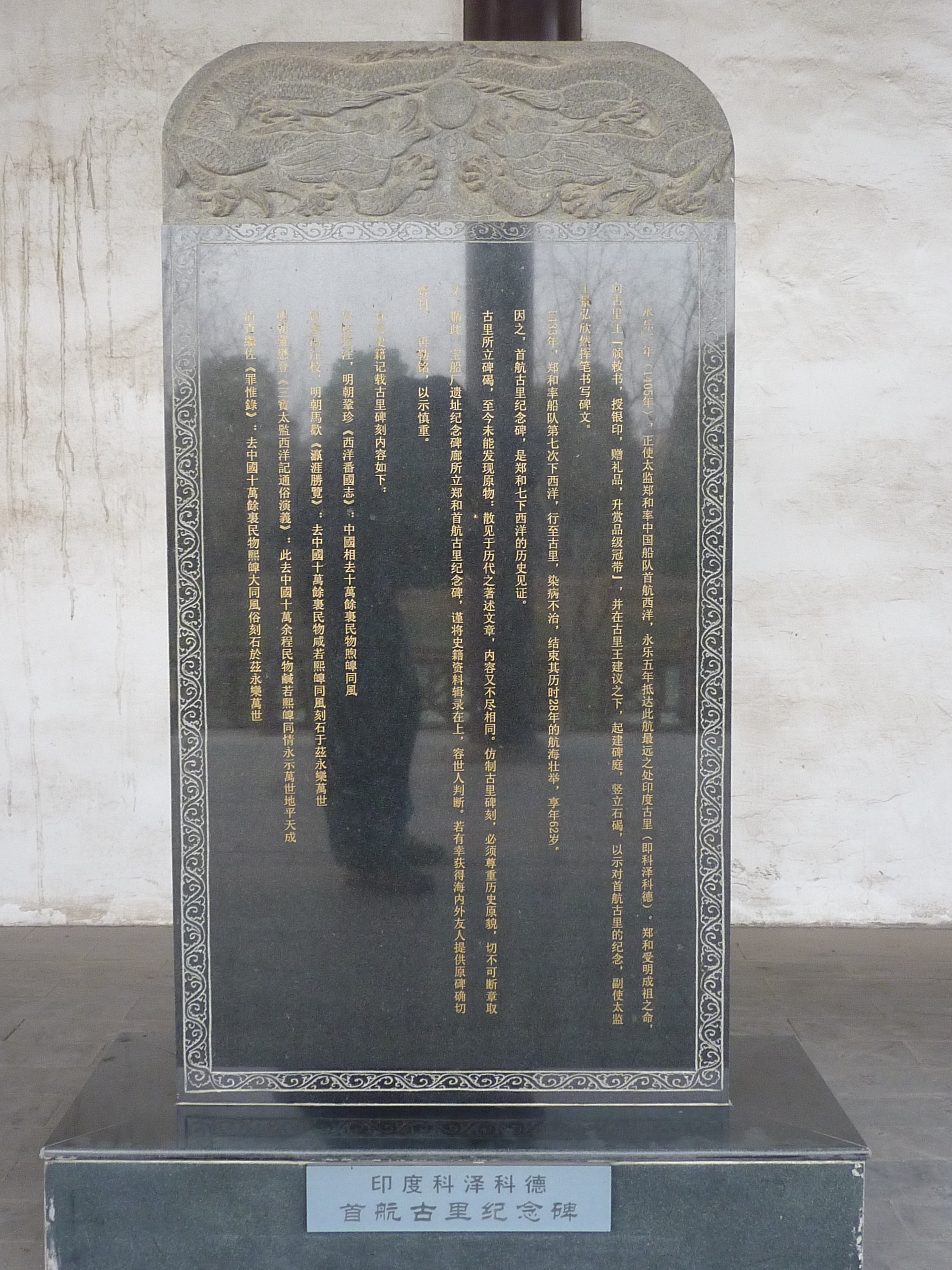
Réplica de la estela de Zheng He en Calicut.

Entre 1405 y 1433, la dinastía Ming de China patrocinó siete expediciones navales lideradas por el almirante Zheng He, que visitó numerosos reinos y puertos de la India, tales como la costa de Malabar, Bengala y Ceilán, además de explorar el Golfo Pérsico y Arabia, y llegar hasta Kenia en África. En esos viajes, Zheng He repartió regalos de seda, porcelana y otros productos, recibiendo a cambio el vasallaje de esos reinos, además de otros ricos e inusuales regalos. Zheng He rindió homenaje a las deidades y costumbres locales, y en Ceilán se erigió un monumento (inscripción trilingüe de Galle en chino, tamil y persa) a Buda, Alá y Vishnú.
Tras los viajes del tesoro de la dinastía Ming, el comercio sino-indio se mantuvo en el Océano Índico oriental con el imperio indio de Vijayanagara que proporcionaba puertos seguros para los comerciantes chinos como Mangalore, Barkur, Cochín, Cananor y Dharmadom entre otros. Las exportaciones indias se intensificaron, incluyendo algodón, especias, joyas, piedras semipreciosas, marfil, cuerno de rinoceronte, ébano, coral y perfumes.
Durante la dinastía Qing, se mantuvieron vínculos comerciales marítimos menores con China. Por ejemplo, el emperador Qianlong recibió un regalo del enviado brahmán del gobernante de Utkala, Gajapati, en el actual Odhissa (s. XVIII). Muchos de los indios mendicantes  que entraban al Tíbet desde China, pasaban por Utkala cuando visitaban el templo de Yáganat en Puri.
En la década de 1780, el gobernante musulmán indio Sultán Fateh Ali Tipu del reino de Mysore, recibió como regalo un paño de seda de un embajador de la dinastía Qing, y decidió introducir su producción en su reino, para lo que envió una embajada a China que regresó después de doce años. Además utilizaron tecnología china para producir azúcar, y se exportó sándalo a China.
Tras la expansión Qing en el Himalaya, se establecieron relaciones tributarias con el sur de Asia. Los chinos tuvieron que defender a Badajsán, un estado subordinado, de los afganos y los marathas. Los afganos lograron derrotar a los marathas en Panipat en 1761 e intimidaron a los Qing.

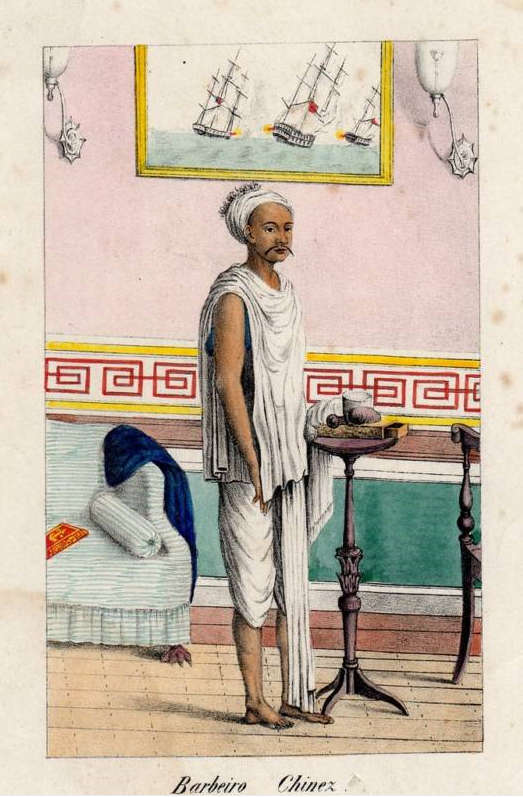
Un barbero chino en Goa en el s. XIX.

En los siglos XVIII y XIX el imperio Sij del Punyab se expandió. En 1834, los sijs anexionaron Ladaj al Estado de Jammu, y en 1841 invadieron el Tíbet occidental, provocando la guerra sino-sij. El ejército chino derrotó al ejército sij en diciembre de 1841, y entró en Ladaj, donde asediaron la capital Leh, pero allí fueron derrotados. Aunque los sijs reclamaron la victoria, ninguno quería continuar el conflicto, al estar ambos envueltos en tensiones con los británicos (primera guerra anglo-sij y primera guerra del opio). Las dos partes firmaron un tratado en septiembre de 1842, que estipulaba que no se permitirían transgresiones ni interferencias en las fronteras del otro país.
Una vez implantada en la India, la Compañía Británica de las Indias Orientales desarrolló el cultivo del opio, que exportaba hacia China entre otros. La prohibición del opio por la dinastía Qing provocó las dos guerras del opio (1839-1860), por la que los británicos forzaron a China a abrir su mercado. La India británica utilizó soldados cipayos indios para luchar contra China en estas guerras, y participaron también en la represión de la revuelta de los Bóxers en 1900. Más tarde se les utilizó como guardias en la colonia británica de Hong Kong y en concesiones extranjeras como en la Concesión Internacional de Shanghái.

### ElsigloXXhasta la independencia de la India
El período de 1905 a 1947 fue el período en que tanto el pueblo de la India como el de China se apoyaron y simpatizaron mutuamente en su lucha común. Nehru consideraba que ambas potencias se acercarían la una a la otra en el futuro por el vasto potencial de cooperación económica en el nuevo Mundo.
El fundador de la República de China en 1912, Sun Yat-sen, nunca visitó la India, pero la reconocía como una nación asiática sometida a la dura explotación occidental, y con frecuencia pidió un frente unido panasiático contra todo el injusto imperialismo.
En 1924, Rabindranath Tagore en gira por ciudades chinas, rechazó la invitación de Sun Yat-sen a Cantón. Tagore recibió una acogida desigual por parte de los intelectuales chinos. Una asociación budista de Shanghái declaró que llevaban setecientos años “esperando un mensaje de la India”, mientras otros modernistas y comunistas rechazaron sus ideales, declarando que querían materialismo y poder, y no filosofía.
En 1927, ambos países participaron en el Congreso de las Nacionalidades Oprimidas en Bruselas como víctimas de la explotación imperial.
Durante la guerra antijaponesa de China, la India brindó apoyo a la República de China. En 1938, cinco médicos indios viajaron a la China devastada por la guerra para brindar asistencia médica contra el Ejército Imperial Japonés.

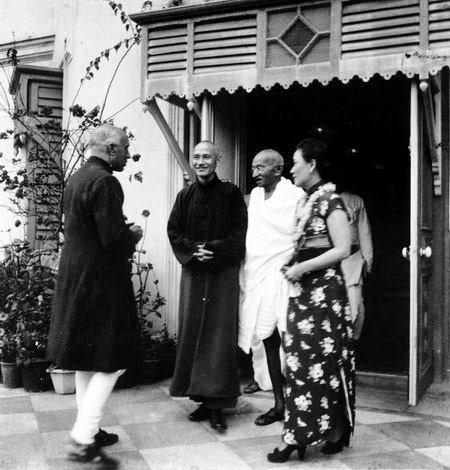
Chiang Kai-shek y su esposa Soong Meiling con Mahatma Gandhi y Jawaharlal Nehru el 10 de febrero de 1942.

Jawaharlal Nehru, que creía que la republicana China y la India británica eran naciones hermanas amigas y amantes de la libertad, visitó China en 1939 como invitado de honor del gobierno chino de Chiang Kai-shek. Chiang registró una impresión favorable de Nehru en su diario, y le escribió cuando estaba en prisión, e incluso posteriormente. Los Chiang (su esposa Soong May-ling actuó como intérprete) visitaron la India británica en 1942 y se reunieron con Nehru, Mahatma Gandhi y Muhammad Ali Jinnah, buscando su apoyo contra el imperialismo japonés y occidental, y presentándose como una tercera opción para aliarse con el pueblo indio. A pesar de las promesas de amistad mutua y cooperación futura entre los dos pueblos, Chiang consideraba que la resistencia no violenta de Gandhi podía ser válida para la India, pero era poco realista en un contexto global. Además, no apoyó la propuesta de Jinnah (del que desconfiaba) de establecer una nación separada de la India para los musulmanes, y reconoció al Congreso Nacional Indio como la única fuerza nacionalista en el país. Chiang y su esposa creían que la cooperación entre comunidades religiosas  indias era difícil, pero posible. Se sintió decepcionado por Gandhi, pero mantuvo su apoyo al movimiento independentista indio de Nehru. Ante la propuesta de Franklin D. Roosevelt de dividir la India en dos, los Chiang respondieron que sentían que “la India era tan indivisible como China”. Gandhi les escribió para asegurarles que no tomaría ninguna acción que pudiera perjudicar a China, y Churchill amenazó con romper la alianza de China con Gran Bretaña si seguían interfiriendo en los asuntos de la India.
En 1942, tras una derrota china contra Japón en Birmania, una división del Kuomintang se retiró a la India (en Bihar) como Fuerza X (Ejército Nacional Revolucionario) para ayudar a los británicos a contener a los japoneses en el sudeste asiático.

## Historia de las relaciones desde mediados delsigloXX
El 15 de agosto de 1947, la India obtuvo su independencia de Gran Bretaña y estableció relaciones diplomáticas con la República de China. El 1 de octubre de 1949, el Ejército Popular de Liberación de China derrotó al Kuomintang (el Partido Nacionalista gobernante) y se apoderó de China continental, estableciendo la República Popular de China (RPC). Poco después, la India se convirtió en una república democrática federal tras la entrada en vigor de su constitución el 26 de enero de 1950. El 1 de abril de 1950, la India fue la primera nación no comunista de Asia en establecer relaciones diplomáticas con la RPC, mientras que Pakistán no lo hizo hasta 1951.
Las relaciones bilaterales sino-indias han estado siempre (desde mediados del siglo XX y durante estas últimas siete décadas) desestabilizadas por las disputas territoriales, que conviene analizar más en detalle. El problema no es solo un conflicto de demarcación territorial, sino que está relacionado con otros problemas geoestratégicos y de posibles consecuencias jurídicas de ámbito internacional.

### La disputa fronteriza entre China e India
Durante estas siete décadas, las relaciones bilaterales sino-indias han sido inestables a pesar de los gestos de normalización propiciados por los intereses económicos y comerciales, pero la definitiva estabilidad regional no podrá conseguirse hasta que se resuelva el problema fronterizo.

#### Origen de la controversia: La Convención de Simla de 1914
Ante las desavenencias entre los imperios británico, chino y ruso a finales del siglo XIX y comienzos del XX sobre los territorios geoestratégicos del Asia Central, Gran Bretaña propuso una Conferencia tripartita en octubre de 1913 con China y Tíbet, en la población de Shimla, en el Himalaya indio. En julio de 1914 se obtiene un consenso no aceptado por China, que advierte que no reconocerá ningún tratado entre Gran Bretaña y Tíbet. La Convención de Simla fue firmado entre estos dos últimos países (con Sir Henry McMahon por parte británica), recibiendo la India británica unos ansiados privilegios comerciales, previstos para China. Además, se fijó la célebre Línea McMahon que avanzaba la frontera india hasta las cumbres del Himalaya, creando la Agencia Fronteriza del Noroeste (N.E.F.A.), desde el actual reino de Bután hasta las fuentes del Irawadi en Birmania, que conforma el actual Estado de Arunachal Pradesh de India, en disputa todavía con China, y que ha ocasionado una guerra entre los dos países.

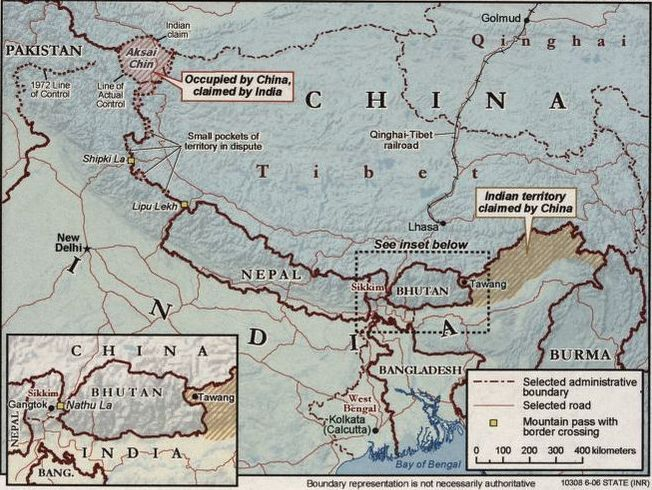
Mapa de la CIA de los territorios en disputa entre China e India.

El Imperio ruso aceptó el acuerdo, los anteriores convenios China-Gran Bretaña quedaron sin efecto y no se reconoció la soberanía de China sobre el Tíbet. Desde el punto de vista jurídico, la India Británica y la actual Unión India incurrieron en una vulneración del principio de buena fe y en un “estoppel”, al no reconocer al Tíbet bajo soberanía china. Estas contradicciones son las que intenta explotar China para deslegitimar el título indio sobre este territorio fronterizo.
El actual estado indio de Arunachal Pradesh (fijado a partir de la Línea McMahon) corresponde en su totalidad al antiguo distrito tibetano de Tawang, lo que provocó tensiones en esta región entre 1943 y 1945. Con la independencia de India, el nuevo gobierno y Gran Bretaña comunicaron a Tíbet que traspasarían las disposiciones existentes al gobierno de Nehru, e informaron a China de que los únicos acuerdos comerciales válidos eran los de Simla de 1914. 

#### Evolución del conflicto en los Himalayas
Los principales acontecimientos e incidentes que se produjeron en esta región de los Himalayas en estas siete décadas son los siguientes:
- 1958, octubre: primer enfrentamiento diplomático por una posible carretera china que atravesaba la región india de Aksai Chin, adyacente a Cachemira.
- 1959, marzo: llegada del dalái lama al exilio en India, ante la protesta de China.
- 1959, noviembre: carta de Zhou Enlai a Nehru hablando de la Línea de control real o LAC, consistente en la Línea McMahon al este, y la línea en la que cada Estado ejerce su control al oeste.
- 1962, octubre: expulsión de las fuerzas indias de Aksai Chin por el ejército chino. Guerra sino-india. Retirada china unilateral el 21 de noviembre salvo de Aksai Chin.
- 1965, marzo: firma Tratado Pakistán-China, y reconocimiento de un tercio de Cachemira (la zona de Aksai Chin) bajo soberanía china.
- 1967, septiembre y octubre: enfrentamientos en la frontera norte de Nathu La y en el puesto de Chola La en Sikkim, con varios cientos de soldados muertos en ambos bandos.[48]
- 1986, verano: conflicto fronterizo en el valle de Sumdorong Chu en Arunachal Pradesh; llegada de 20.000 soldados chinos adicionales al área en disputa. En septiembre, firma Acuerdo de Cooperación Nuclear entre China y Pakistán.
- 2006, noviembre: disputa verbal sobre Arunachal Pradesh.[49]
- 2008, octubre: Gran Bretaña reconoce la soberanía china sobre Tíbet.[50]
- 2013: enfrentamiento militar en la región de Ladaj, de Jammu-Cachemira y Aksai Chin.[51]
- 2014, septiembre: las tropas chinas se internan 2 km tras la LAC en Chumar.[52]
- 2017: incidente de Doklam por la construcción china de una carretera en la frontera Bután-China-India.[53]
- 2020, mayo: enfrentamiento mortal entre tropas indias y chinas en el valle Galwan.[54]
- 2022, diciembre: enfrentamiento en la frontera de Arunachal Pradesh.[55]
- 2024, octubre: acuerdo sobre la LAC entre China e India.[56]

#### Los territorios en disputa
La frontera del Noroeste: El Estado indio de Arunachal Pradesh es el más relevante geoestratégicamente por su posición, recursos naturales y tamaño. Corresponde a la antigua North-East Frontier Agency N.E.F.A. definida por la polémica Línea McMahon, con fronteras con Birmania y Bután. Es una región habitada por tibetanos, de 90 000 km², con gran parte de las cumbres más altas del Himalaya y valles de difícil acceso, lo que implica baja densidad de población y dificultad técnica para trazar una delimitación exacta.
Los argumentos jurídicos de ambas partes son irreconciliables:
- China: es el antiguo territorio tibetano de Tawang, que igual que el resto del Tíbet es chino desde tiempos imperiales. La Línea McMahon del Acuerdo tibetano-británico es inválida, ya que el Tíbet, bajo soberanía china, no podía concluir dicho pacto de cesión.
- India: los acuerdos de Simla tibetano-británicos daban legitimidad jurídica a la cesión, y Nehru lo consideró como una secuela colonial, por lo que India desplegó desde 1947 el control militar y administrativo de la zona.

Territorios en disputa de la India.

La resuelta disputa en la zona central: Sikkim. Este reino montañoso entre Nepal y Bután, es de población y cultura tibetana. En los Acuerdos de 1890 y 1893 entre el Imperio manchú y el Imperio británico, se reconoció el protectorado británico de Sikkim, y se fijaron las fronteras de Sikkim con el Tíbet.
En septiembre de 1967, tropas chinas que habían entrado en dos pasos de montaña de Sikkim fueron repelidas por el ejército indio. Ante la contundente reacción militar india y los nulos argumentos jurídicos a favor de China, Wen Jiabao acabó reconociendo la soberanía india sobre Sikkim en abril de 2005, en el contexto de un acuerdo para promover el comercio a lo largo de la frontera.
El Noroeste de Cachemira: la región de Aksai Chin. Se trata de un altiplano gélido, desierto y deshabitado, en la región fronteriza de Cachemira entre China, India y Pakistán, con una extensión de 38 000 km². Un Tratado de paz de 1842 y una Convención en 1852 fijaron las fronteras entre Tíbet y Cachemira, la llamada Línea Ardagh-Johnson, ratificada por el gobierno indio independiente en 1947. Esta región está controlada por China desde 1958, al construir una carretera que unía el oeste del Tíbet con el Turquestán chino (actual Sinkiang), y en 1963 lo ratificó en un Acuerdo entre China y Pakistán.
El territorio es esencial desde el punto de vista geoestratégico para las comunicaciones, ya que la carretera que transcurre por Aksai Chin, conecta con Tíbet y Sinkiang, y permitiría un rápido desplazamiento de tropas a regiones sensibles con India y Rusia.
Hay una contradicción entre las pretensiones de las dos partes. La documentación india es más abundante, contrastada y reciente, y aportó pruebas de haber ejercido desde el s. XIX la administración de la región (mantenimiento de dependencias policiales, cobro de impuestos y otros reglamentos administrativos). Por ello sigue reclamando esta porción de Cachemira.
Otro punto de litigio es el Valle Shaksgam, en la región de Cachemira, reclamada por India pero actualmente bajo control de China. El 3 de marzo de 1963 fue cedida por Pakistán a China a la espera de que se resuelva la disputa pendiente sobre Cachemira entre India y Pakistán.
Conclusión: la imperante necesidad de la paz regional. Aunque haya una aparente normalización en las relaciones bilaterales, el “triángulo nuclear” indo-chino-pakistaní sigue siendo la causa principal de amenaza de la región, además de la fuerte presencia militar de ambas partes en la línea fronteriza en disputa.
En definitiva, las amistosas relaciones sino-indias, no dependen únicamente de la resolución de la disputa fronteriza. Mientras no se aborde el problema fronterizo teniendo en cuenta todos los antecedentes y condicionantes, difícilmente se podrá zanjar de forma definitiva dicha disputa, por mucho acercamiento económico y comercial que una a los gobiernos de Pekín y Delhi. Mientras la asimetría de poder entre China e India se mantenga, Pekín no se preocupará por estas tensiones.

### Período de 1949 a 1965
Tras la Segunda Guerra Mundial, China se alineó con la URSS y el bloque socialista, mientras la India siguió una política de no alineamiento. Al establecerse la República Popular China en 1949, se enviaron dos mensajes: China era la potencia dominante en Asia, y EEUU era su principal adversario. La visión estratégica de China era que los países del sudeste asiático se mantuvieran neutrales en tiempos de guerra y lejos de los imperialistas en tiempo de paz, construyendo una “solidaridad asiática”, con un rol clave de la India en esa política.
El primer ministro indio Jawaharlal Nehru creía que por historia e intereses comunes, China e India debían practicar una política de amistad y cooperación para evitar ninguna confrontación, y que China jamás atacaría a la India. Su visión del “renacimiento de Asia” se basaba en la amistad entre ambos y en compartir una visión internacionalista de la política extranjera. Promovió el lema de Rabindranath Tagore China y la India son hermanos (Hindi-Chini bhai-bhai), y quedó decepcionado por el conflicto de intereses en el Tíbet, donde India había heredado los privilegios especiales que databan del período de la India británica.
Por su parte, Mao no tenía una visión positiva de Nehru, al que consideraba un colaborador imperialista. Para Mao, o se estaba en el bloque comunista o en el imperialista, y no existía una tercera vía.

Fundación de la Asociación para la Amistad Sino-India, el 16 de mayo de 1952 en Pekín.

Respecto al Tíbet, China lo consideraba como parte de su territorio, y veían las preocupaciones indias sobre el Tíbet como una injerencia extranjera en sus asuntos. Mao deseaba terminar con el lamaísmo y el feudalismo. El 17 de octubre de 1950 comenzó una intervención militar china en el Tíbet para incorporarla a la RPC. Nehru declaró a los chinos que no tenía ambiciones políticas ni territoriales, pero que los derechos comerciales tradicionales debían mantenerse (cosa que logró hasta 1954), y que India no debía interferir en los asuntos internos chinos. Con el apoyo de la India, los delegados tibetanos firmaron un acuerdo en mayo de 1951 reconociendo la soberanía de la República Popular China, pero garantizando que el sistema político y social del Tíbet sería preservado.
Hubo un breve período de cooperación entre 1949 y 1957, con el establecimiento de relaciones diplomáticas y visitas de alto nivel entre ambos países. Nehru apoyó e impulsó el ingreso de China en la ONU, ya que no creía que el comunismo fuese una amenaza para la paz y la estabilidad mundial. Esta primera fase de relaciones sino-indias fue de amistad, a pesar de la anexión del Tíbet por China en 1950. Nehru se mantuvo impasible a pesar de las protestas de líderes indios, y evitó entrar en confrontación con China.
El 29 de abril de 1954, China e India firmaron un acuerdo sobre el Tíbet, conocido como los Cinco Principios de Coexistencia Pacífica o Panchsheel, por el que India reconocía al Tíbet como parte de China, y China aceptaba continuar con los acuerdos comerciales anteriores. Los observadores señalaron que el acuerdo favorecía considerablemente a China. Gran Bretaña mostró su desacuerdo ya que solo reconocía el vasallaje chino sobre el Tíbet, y no su soberanía.

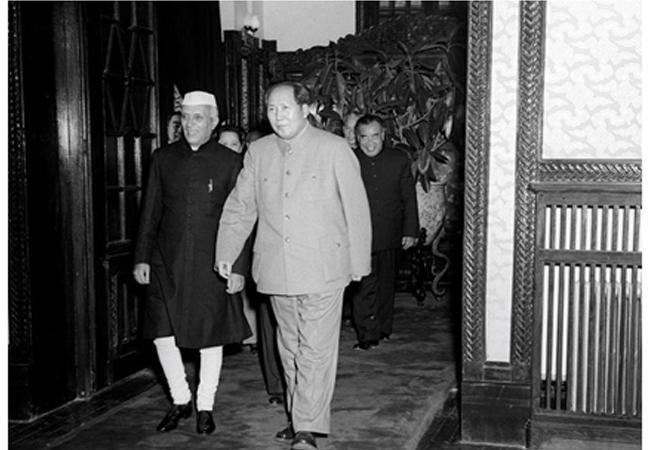
Nehru y Mao, durante la visita de Nehru a China en octubre de 1954.

Nehru trató de iniciar un diálogo más directo entre los pueblos de China e India a través de la cultura y la literatura. Varios eruditos y artistas indios como Beohar Rammanohar Sinha, Rahul Sankrityayan, Natwar Singh y Sarvepalli Radhakrishnan visitaron China, difundiendo el arte indio y llegando a reunirse con Mao y Zhou. Parecía que no había disputas territoriales entre ambos países 
Desde los años 40, Nehru siempre creyó que el espíritu de la ciencia y el método de la ciencia, eran el enfoque adecuado para afrontar los problemas de su nación. En este sentido vislumbraba una era histórica nuclearizada, donde aquellos países que lograran manipular el átomo serían los más avanzados. En los años 50, la energía nuclear fue identificada con el progreso y la modernidad, y que contribuiría al desarrollo nacional. Nehru defendía la coexistencia pacífica y el desarme internacional total, oponiéndose al uso del arma atómica, pero preservando el derecho soberano de India a desarrollar un arsenal nuclear. El padre del programa nuclear indio, Homi J. Bhabha, definió la energía nuclear como una forma asequible de generar energía eléctrica para los países en desarrollo. El primer artefacto atómico probado en China fue en 1964, y en la India en 1974.
En la década de los 50, China intentó construir un discurso antiestadounidense en nombre de la solidaridad asiática, tal como pudo verse en la Conferencia Asia-África en Bandung en 1955. Quería usar a la India para organizar un Tercer Mundo independiente de la URSS. Intentó que la India tratase sus problemas como cuestiones locales sin impactar en el marco general de las relaciones entre las grandes potencias, y para ello utilizó la persuasión y la presión.
En 1954 India publicó nuevos mapas con fronteras definidas, que dieron lugar a dos disputas territoriales con China: en el noreste, el territorio indio incluía la región de Assam hasta la Línea McMahon (definida en 1914 en la Convención de Simla como frontera entre India y Tíbet), línea no reconocida por China como límite legal, y en el sector Occidental, la meseta de Aksai Chin que los chinos reclamaban como suya. Al descubrir los indios que los chinos construían una carretera que atravesaba esta región, adyacente a Cachemira, los enfrentamientos fronterizos y las protestas indias se hicieron más frecuentes.
En marzo de 1959, el dalái lama, líder espiritual y temporal del Tíbet, buscó refugio en Dharamsala, en el Estado de Himachal Pradesh, donde estableció el gobierno tibetano en el exilio, lo que deterioró las relaciones entre China e India. Miles de refugiados tibetanos se establecieron en el noroeste de la India. China acusó a la India de expansionismo e imperialismo en la región del Himalaya, y consideró a su gobierno como una clase dominante burguesa y poco fiable, confirmado para ellos por la calurosa bienvenida a la India a Eisenhower en diciembre de 1959. China propuso negociar en enero de 1960 un compromiso sobre la cuestión fronteriza. Zhou visitó Delhi en abril de 1960 con el mensaje de que ambos países eran amigos, y que el enemigo estaba en el este, pero su propuesta fronteriza (Aksai Chin bajo China, y Arunachal Pradesh bajo India) no tuvo éxito, por lo que el Partido Comunista Chino concluyó que India estaba condicionada por EEUU.
El 20 de octubre de 1962 estalló una breve guerra entre China e India, que terminó en una derrota general de la India. Las fuerzas chinas traspasaron la línea McMahon en la región de Tawang (por donde el dalái lama se exilió a la India), y expulsaron a las fuerzas indias de Aksai Chin, empujándolas hasta 48 km de las llanuras de Assam en el noreste. Ocuparon algunos puntos estratégicos en Aksai Chin y en Ladaj. El avance chino fue imparable, pero el 21 de noviembre se retiraron unilateralmente de las zonas ocupadas, excepto de Aksai Chin, retirándose 20 km respecto a su avance máximo. India permitió al dalái lama crear un gobierno en el exilio, y pidió la condena de China en la ONU. Sri Lanka jugó a continuación un papel de intermediario en las negociaciones sobre la retirada china del territorio indio, y finalmente se aceptaron las propuestas de Colombo.
La guerra fronteriza de 1962 fue una guerra político-militar que no arregló nada. La derrota india destrozó la imagen de Nehru en su país y en el extranjero, al que acusaron de ingenuo y de haber malinterpretado las señales con China. Esta inició una propaganda anti-india fuerte, y brindó apoyo militar y político a Pakistán, mientras veía la amistad indo-soviética como una acción antichina. India por su parte, priorizó sus fuerzas armadas. Nehru consideraba que China había “traicionado su amistad”, por lo que debía reforzar las defensas nacionales, aumentando el militarismo en la India. Se apoyó en EEUU y la URSS, por lo que China la consideró un títere del imperialismo americano, del revisionismo y el socialimperialismo soviético. El uso de la coerción produjo un resultado opuesto al buscado. Los intentos de Zhou en 1962 y 1963 de reanudar las negociaciones no tuvieron éxito, y las relaciones China-India se congelaron durante un cuarto de siglo.

### Período de 1965 a 1988
En este período se produjo:
- Un deterioro de las relaciones sino-indias hasta principios de los 70, tras la guerra de 1962.
- 26-03-1965: Firma del Tratado de Límites Fronterizos entre Pakistán y China, y reconocimiento de la soberanía china sobre la disputada y ocupada zona de Aksai Chin.[47] China suministró equipo militar a Pakistán durante las guerras indo-pakistaníes de 1965 y 1971, y en 1986 firmó un acuerdo de cooperación nuclear, con el objetivo de mantener a la India bajo control.[73]
- Un deterioro de las relaciones sino-soviéticas por las hostilidades fronterizas en 1969 en Damanski/isla de Zhenbao, que dieron paso a un decenio de “intenso antagonismo” entre China y la URSS.
- Un acercamiento de la India a la URSS con la firma del Tratado de Paz y Amistad de India con la URSS en 1971, considerado como una posible amenaza por China.
- Guerra de independencia en 1971 del Pakistán Oriental o Bangladés, con la India apoyando a los secesionistas de la Liga Awami, frente a la oposición de Pakistán, China y EEUU. [47]

La prioridad de China entre 1966 y 1969 fue la Revolución Cultural en clave interna, pero decidió “exportar su revolución”, mantuvo su apoyo al movimiento de liberación nacional en el Tercer mundo, apoyó la autodeterminación de Jammu y Cachemira, respaldó a los pueblos tribales Naga y Mizo del noroeste en una potencial revolución contra India, y recomendó el camino maoísta a los revolucionarios indios en el levantamiento de Naxalbari en Bengala Occidental en 1967. 
Se produjo un deterioro de las relaciones sino-indias en junio de 1967 por la expulsión de dos diplomáticos chinos acusados de espionaje. A finales de 1967 hubo dos conflictos fronterizos en la frontera disputada de Sikkim:
- El 11 de septiembre, las fuerzas chinas abrieron fuego sobre un destacamento indio en la frontera norte de Nathu La. La escalada duró cinco días, y hubo intercambio de tiros de artillería y de mortero. Sesenta dos soldados indios murieron durante los combates.
- El 1 de octubre de 1967 estalló una disputa sobre si una roca situada en el puesto avanzado de Chola La en Sikkim, entonces protectorado de la India, sobrepasaba la frontera o no, dando lugar a un duelo de ametralladoras y de morteros. El 10 de octubre hubo un nuevo intercambio de fuego. El balance final fue de 88 soldados indios y unos 300 soldados chinos muertos.[48]

Entre 1967 y 1971 se construyó una carretera entre la región china de Sinkiang y Pakistán en territorio reivindicado por India, ante las protestas indias. Durante este período, China lanzó propaganda anti-India y apoyó a grupos disidentes como las tribus del noreste de India, mientras acusaba a India de ayudar a los rebeldes Khampa en el Tíbet.

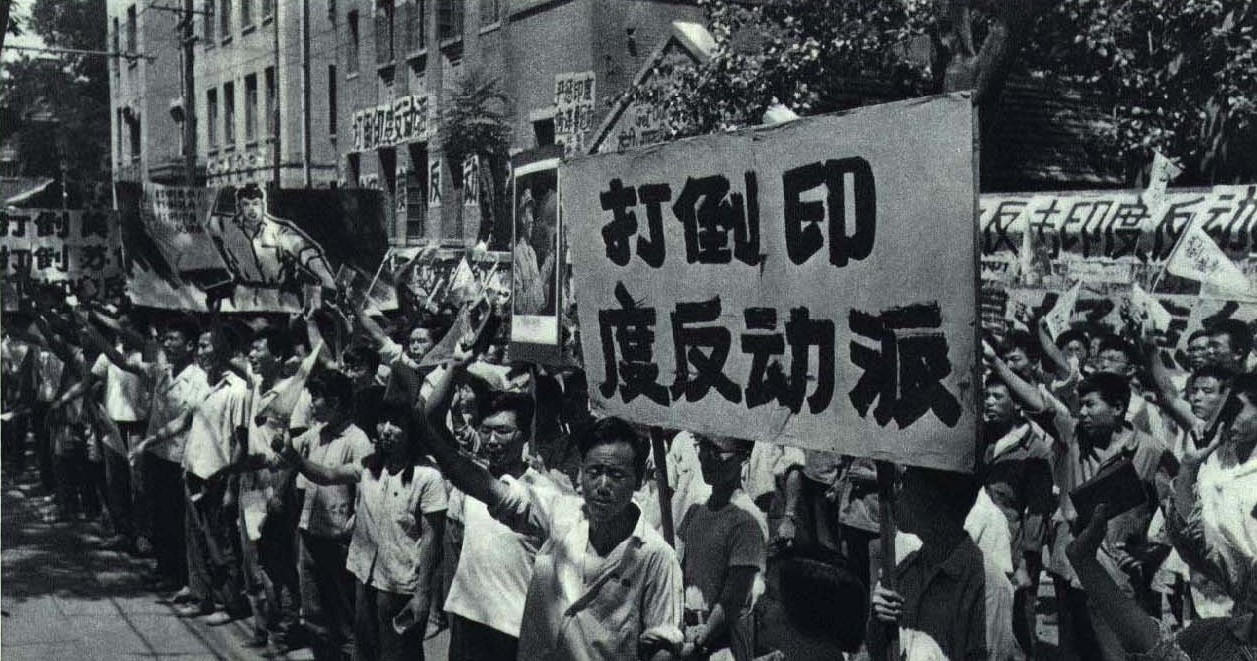
Manifestaciones chinas contra las “facciones reaccionarias” Indias, en 1967 en Pekín.

Indira Gandhi intentó mejorar las relaciones a principios de 1969, pero la respuesta positiva no llegó hasta 1970, cuando Mao intentó recuperar la iniciativa y evitar que India se inclinara hacia la URSS en un momento vulnerable para la seguridad de China. Este proceso se suspendió tras la firma del Tratado entre India y la URSS, y el comienzo de la tercera guerra indo-pakistaní en diciembre de 1971, en la que China no intervino directamente como había amenazado. Para entonces, China era ya miembro permanente del Consejo de Seguridad de las Naciones Unidas, y denunció a la India como un "útil del expansionismo soviético”, pero no pudo evitar el desmembramiento de Pakistán en 1971 y la absorción de Sikkim por la India en 1975. La primera explosión nuclear en 1974 convirtió a la India en una potencia preeminente del sur de Asia.
Tras la muerte de Mao y el final de la Revolución Cultural, en septiembre de 1976 se establecieron las relaciones entre China y Bangladés, lo que supuso el inicio de la distensión sino-india.
Tras la sorprendente derrota de Indira Gandhi en las elecciones de 1977 ante la Alianza Janata de Morarji Desai, se renovaron los esfuerzos para mejorar las relaciones sino-indias. Desai era un activista indio por la independencia, y envió a su ministro de Asuntos Exteriores A. B. Vajpayee a visitar Pekín e impulsar el restablecimiento de las relaciones diplomáticas (lo que se llevó a cabo en 1979), intentando abordar el tema fronterizo, pero Deng Xiaoping pidió resolverlo de otra manera. China modificó su postura pro-Pakistán sobre Cachemira y pareció aceptar la absorción de Sikkim por India y su relación consultiva especial con Bután. Además, aceptaron discutir la cuestión fronteriza, que era prioritario para India. Cada país acogió las agencias de prensa del otro, y se abrieron a las peregrinaciones anuales el monte Kailash y el lago Mana Sarovar en el Tíbet, hogar del panteón hindú.
En 1980, Indira Gandhi aprobó un plan para mejorar el despliegue de fuerzas indias alrededor de la Línea de control real y para desarrollar infraestructura en el área en disputa. En 1981, el ministro de Asuntos Exteriores chino visitó Delhi, y el primer ministro chino visitó Pakistán, Nepal y Bangladés.
Deng Xiaoping propuso un acuerdo fronterizo a la India en 1980 y 1982, pero India no exploró a fondo esta propuesta y no prosperó. Deng creía que la URSS era la mayor amenaza para la seguridad nacional, por su presencia en Mongolia, Afganistán e Indochina, y que para neutralizarla debía acercarse a los países del Tercer mundo (importancia geoestratégica de la India) y a EEUU. Deng trató a la India como a una potencia a la que neutralizar por la persuasión o la coerción si podía afectar al equilibrio de las grandes potencias, y de una manera negligente en otros casos. Los acercamientos Pekín-Delhi de 1979-1984 coinciden con el período de amenaza frente a la URSS. En 1985, China endureció su postura y afirmó que las palabras de Deng se habían malinterpretado. 
En 1984, escuadrones de soldados indios comenzaron a patrullar activamente el valle de Sumdorong Chu en Arunachal Pradesh. En el invierno de 1986, los chinos desplegaron sus tropas en el mismo valle, antes de que llegase el equipo indio que iba a construir un helipuerto en Wangdung. El jefe de Estado Mayor del ejército indio decidió entonces enviar una brigada aerotransportada a ese lugar, lo que obligó a los chinos a replegarse. Los diplomáticos occidentales, ante el precedente de 1962, vaticinaron una nueva guerra, pero el ministro de Asuntos Exteriores indio y el Primer ministro Rajiv Gandhi, viajaron a Pekín para negociar una desescalada mutua.
Al normalizarse las relaciones sino-soviéticas a finales de los 80 (disposición de Breznev a mejorar las relaciones a partir de 1982), se tensaron las relaciones sino-indias por la cuestión fronteriza: intrusión china evocada en el valle de Sumdurong Chu en 1986 y respuesta india; y otorgamiento del estatus de Estado a Arunachal Pradesh en 1987. En ese momento, las relaciones de China con EEUU no eran las mejores, debido a la posición estadounidense sobre Taiwán.
Entre 1979 y 1988, China continuó con su colaboración militar, nuclear y estratégica con Pakistán, mientras pedía a EEUU que no bloquease el programa de armas nucleares de Pakistán. 
Entre diciembre de 1981 y noviembre de 1987, hubo ocho rondas de negociaciones fronterizas entre China e India. En 1985, China insistió en la necesidad de concesiones mutuas, pero sin concretar su propuesta ni indicar por dónde pasaría la frontera. India percibía la relación China-Pakistán como amenazante. El incidente del valle de Sumdorong Chu bloqueó los avances en 1986 y 1987. La construcción china de un puesto militar y un helipuerto en la zona en 1986, y la concesión india de subvenciones al Estado de Arunachal Pradesh en febrero de 1987, provocaron un despliegue de tropas suplementario por parte de los dos países. China advirtió que “daría una lección a la India” si no paraba sus incursiones en territorio chino. Sin embargo, en el verano de 1987, las tensiones se habían apaciguado entre los dos países y el espectro de un enfrentamiento militar desapareció.
A finales de 1988, Rajiv Gandhi viajó a Pekín, recomenzando la normalización de relaciones, y pasando de un enfoque secuencial (normalización tras resolver la disputa) a un enfoque simultáneo.

### Período de 1989 a 2013
La visita de Rajiv Gandhi a China en diciembre de 1988 (la primera visita de un jefe de Estado indio desde la de Nehru en 1954) facilitó el acercamiento entre ambos países. Hubo un comunicado conjunto que subrayaba la necesidad de restablecer relaciones amistosas sobre la base del Panchsheel. Gandhi explicó la nueva política india hacia China y su voluntad de aumentar las consultas y cooperación con China en cuestiones internacionales, tales como la creación de un Nuevo Orden Económico Internacional, el desarme y la contaminación. La India y China acordaron buscar una solución mutuamente aceptable para la disputa fronteriza, y para ello crearon un grupo de trabajo conjunto para buscar soluciones a la cuestión fronteriza y garantizar la paz y tranquilidad en la LAC. India reiteró que no se tolerarían políticas antichinas de los tibetanos expatriados en su país. Además se firmaron acuerdos bilaterales de cooperación científica y tecnológica, y de intercambio cultural. Habría consultas diplomáticas anuales entre ministros de asuntos exteriores. Esta cooperación debería conducir a mejores relaciones bilaterales. 
El incidente de Tiananmen en 1989 supuso un aislamiento breve de China por parte de Occidente, aunque no afectó a sus relaciones con India. Jiang Zemin abordó en 1989 un acercamiento a EEUU, indicando que China no suponía una amenaza, que debían colaborar económicamente y que tenían intereses comunes en la región Asia-Pacífico a la que debían aportar estabilidad y prosperidad, pero sin mencionar a otros países como India para el mantenimiento del orden en Asia. Las relaciones China-India tras 1990 deben analizarse en el contexto del reordenamiento de las prioridades chinas tras la Guerra Fría.
Tras el colapso de la URSS y el fin de la Guerra Fría, comenzó una tercera fase. EEUU quería acabar con los estados comunistas. La política china consistió en mantener a la India no alineada y reducir su amenaza a su periferia. En los 2000 normalizó sus relaciones con EEUU y Rusia, lo que la fortaleció, y empezaron de nuevo las fricciones con la India.
China consideró a India como un estado periférico importante por su influencia en el Sur global, pero no deseaba compartir su liderazgo en Asia-Pacífico con ella. India podía ser un obstáculo para la supremacía regional en Asia continental, por lo que proporcionó apoyo militar y político a los países que podían servirle de contrapeso (Pakistán, Bangladés, Birmania, Nepal y Sri Lanka).
El primer ministro chino Li Peng visitó la India en diciembre de 1991, y el presidente indio Ramaswamy Venkataraman visitó China en mayo de 1992. Entre diciembre de 1988 y junio de 1993, hubo seis reuniones del Grupo de Trabajo indio-chino sobre la cuestión fronteriza. Se redujo la tensión fronteriza al disminuir mutuamente las tropas, con reuniones periódicas de los comandantes militares locales, y notificación anticipada de los ejercicios militares. Se reanudó el comercio fronterizo en julio de 1992 (tras 30 años), coincidiendo con la visita del ministro de Defensa indio a China, y se reabrieron los consulados de Bombay y Shanghái en diciembre de 1992. En 1993 se acordó abrir un puesto comercial fronterizo adicional.
En septiembre de 1993, el primer ministro P. V. Narasimha Rao visitó China y firmó con Li Peng el “Acuerdo sobre mantenimiento de la paz y la tranquilidad a lo largo de la Línea de Control Actual en las áreas fronterizas”, un acuerdo sobre el comercio transfronterizo, la radio y televisión, y la cooperación sobre cuestiones medioambientales (contaminación, calentamiento global,…). Una delegación militar china visitó la India en diciembre siguiente para fomentar la confianza entre las fuerzas defensivas de los dos países, pero se produjo en un momento en el que técnicos de radar chinos apoyaban a Birmania en las islas Coco, cerca de la India, lo que causaba preocupación en la India.
En 1994 se firmaron acuerdos para evitar la doble imposición, cooperación en salud y ciencias médicas, solicitud de visados y cooperación bancaria. A comienzos de 1994, Pekín anunció su apoyo a un acuerdo negociado sobre Cachemira y su oposición a la independencia para la región. Conversaciones bilaterales en Nueva Delhi (febrero 1994) confirmaron el aumento de confianza y el debate en curso para clarificar la LAC, reducir las fuerzas armadas en la región e información previa sobre próximos ejercicios militares.
En 1995, el Grupo de Trabajo conjunto sino-indio acordó establecer otros dos puntos de paso a lo largo de la frontera para facilitar las reuniones entre militares. Parecía avanzarse en la definición de la Línea McMahon y en la Línea de control real, como límite para los ejercicios militares y las incursiones aéreas. Las tensiones se redujeron tras las conversaciones en Pekín en julio, y en Nueva Delhi en agosto para mejorar la seguridad fronteriza y la retirada adicional de tropas de la frontera. Las relaciones sino-indias se resintieron un poco de la apertura en abril de 1995 del Centro Económico y Cultural de Taipéi en Nueva Delhi, centro que sirve de representación oficial de Taiwán en India, y que busca mejorar las relaciones entre ambos estados, tensas desde que India reconoció a Pekín en 1950.
En este período, China no reconocía la soberanía india sobre Sikkim, aunque esperaba que India reconociese su soberanía sobre Tíbet y Taiwán. China apoyó en 1996 el Tratado de Prohibición Completa de los Ensayos Nucleares, pero no apoyó la solicitud india de convertirse en miembro permanente del Consejo de Seguridad de la ONU. China intentaba que India se mantuviese neutral en un período de turbulencia global. 
La visita de Jiang Zemin a la India a finales de 1996 permitió acuerdos sobre medidas fronterizas y de transporte marítimo, lucha contra el tráfico de drogas, establecer una asociación de cooperación para el siglo XXI basado en los Cinco Principios de Coexistencia Pacífica, y el Consulado Indio en Hong Kong.
Un retroceso en las relaciones se produjo en 1998 tras las pruebas nucleares de la India y las declaraciones del ministro de Defensa india, George Fernandes, señalando a China como su enemigo número uno y la carta del Primer ministro Vajpayee justificando así las pruebas nucleares. Pekín se unió a EEUU en el Consejo de Seguridad de las Naciones Unidas para aprobar la Resolución n.º 1172 que condenó las pruebas nucleares de India y Pakistán, ya que consideraba que ello había creado una tensión innecesaria con China.
Durante la guerra indo-pakistaní de Kargil de 1999, China apoyó a Pakistán, pero le aconsejó que retirara sus fuerzas.
Las relaciones se reanudaron en 1999 con la visita del ministro de Asuntos Exteriores indio a China y la declaración conjunta de que no se consideraban como una amenaza. En mayo del 2000, el presidente indio Narayanan visitó China y discutió con Jiang Zemin las propuestas de relaciones bilaterales en el siglo XXI: visitas bilaterales, cooperación comercial y económica, y en asuntos internacionales, y manejar adecuadamente los problemas del pasado buscando puntos en común y reservarse las diferencias.
En diciembre de 1999, el 17.º Karmapa, Ogyen Trinley Dorje, escogido en su momento por China, huyó del Tíbet al monasterio de Rumtek en Sikkim. Las autoridades chinas no deseaban pedir su extradición a India, ya que supondría reconocer que Sikkim era un territorio indio, cosa que todavía no habían hecho. Finalmente, China reconoció esa soberanía en 2003.
El primer ministro Vajpayee visitó China en junio de 2003. Se firmaron nueve acuerdos con China, entre otros el de comercio fronterizo a través de Sikkim. Ambos países enfatizaron que el interés común de India y China superaba sus diferencias y que los dos países no eran una amenaza el uno para el otro. India reconoció a la Región autónoma del Tíbet como parte de la República Popular China, y reiteró su posición de no permitir actividades políticas antichinas por los tibetanos de la India. Se buscaría una solución justa, razonable y aceptable para las cuestiones fronterizas a través de un acuerdo en pie de igualdad. En 2004 hubo una propuesta para reabrir los pasos de Nathu La y Jelepla en Sikkim. Ese año, el comercio bilateral superó por primera vez el valor de 10.000 millones de dólares.
En abril de 2005, el primer ministro chino Wen Jiabao visitó Bangalore para impulsar una mayor cooperación en las industrias de alta tecnología. El 11 de abril se firmó un acuerdo sino-indio compuesto de once artículos, reafirmando la voluntad de cooperación económica y resolución pacífica de las tensiones fronterizas. China aclaró que consideraba a Sikkim como parte de India, y Jiabao entregó un mapa chino a Manmohan Singh mostrando a Sikkim dentro de las fronteras internacionales de la India. Respecto a dar un asiento permanente a la India en el Consejo de Seguridad de las Naciones Unidas, Wen Jiabao pareció apoyarlo inicialmente, antes de volver a una posición neutra.
En la cumbre de la SAARC (Asociación de Asia del Sur para la Cooperación Regional) de 2005, a China se le concedió solo la condición de observador, por las reticencias de India. Ese mismo año, China e India firmaron una Asociación Estratégica y Cooperativa para la Paz y la Prosperidad, pero a día de hoy no se ven áreas de convergencia estratégica entre ambos países.
En 2006, ambos países firmaron un acuerdo para presentar ofertas conjuntas para proyectos de energía prometedores, debido a la importancia de la creciente demanda de energía para sustentar su crecimiento económico.

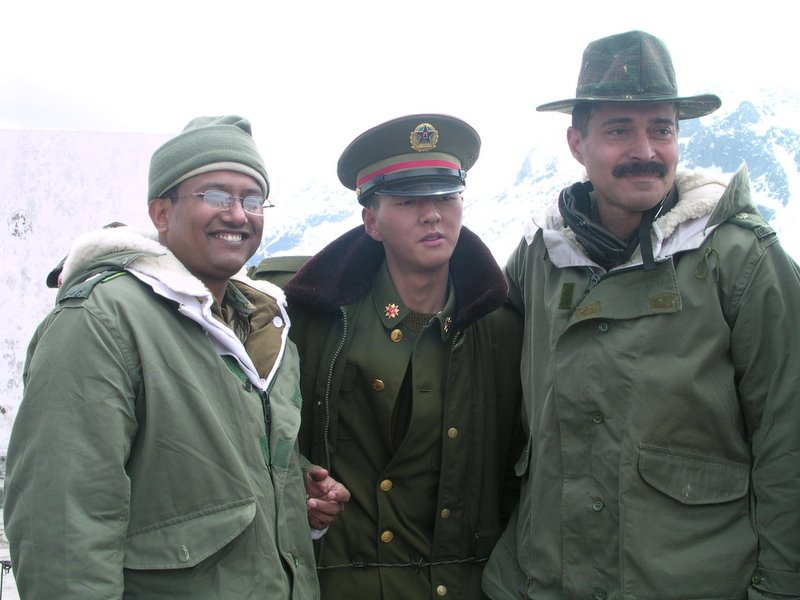
Reapertura paso de Nathu La tras los acuerdos comerciales bilaterales. El impacto en el comercio entre China e India fue menor de los esperado.

El 6 de julio de 2006 se reabrió el paso de Nathu La para el comercio, tras 44 años de cierre, esperando que esa reapertura ayudase a aliviar el aislamiento económico de la región.
En noviembre de 2006 tuvo lugar una disputa verbal sobre Arunachal Pradesh, en el noreste de India. India afirmó que China estaba ocupando 38 000 km² de su territorio de Cachemira, mientras China reclamaba que todo Arunachal Pradesh formaba parte del Tíbet, y por tanto de China.
A partir de la segunda mitad de los 2000, la economía china superó ampliamente a la india, lo que se tradujo en condescendencia de los políticos chinos con la India. China había normalizado sus relaciones con EEUU y Rusia, y las relaciones China-India tuvieron una prioridad estratégica baja para los chinos.
El presidente chino Hu Jintao visitó India en noviembre de 2006, buscando ampliar la asociación con India, amplificar la cooperación económica (que llegó a 18 700 millones de dólares en 2005) y reiterando que una “amistad dinámica entre India y China conduciría a la paz, la estabilidad y la prosperidad en Asia y en todo el mundo”. En una declaración conjunta en Nueva Delhi el 21 de noviembre mostraron la visión compartida y los objetivos mutuos en cooperación económica, cooperación nuclear civil, cuestiones fronterizas e intercambios culturales.
En 2007, China denegó un visado a un funcionario del Servicio Administrativo de la India en Arunachal Pradesh, ya que al ser un territorio chino no necesitaba un visado para visitar su propio país. Sin embargo, en diciembre concedió un visado a un profesor de informática nacido en Arunachal.
Los chinos creían que un acuerdo fronterizo sin cesiones de India, aumentaría el estatus de esta y podría impactarles negativamente. China insistía en la devolución de Tawang (lugar de nacimiento del sexto dalái lama) por motivos religiosos, mientras India buscaba la devolución del sagrado monte Kailash - lago Mana Sarovar en el Tíbet, lugar religioso sagrado asociado con la religión hindú. Una frontera inestable favorece a China que mantiene a India inquieta sobre sus intenciones y capacidades, vulnerable por ello y garantiza el “buen comportamiento” de Nueva Delhi en los temas que interesan a China.
En enero de 2008, el Primer ministro Manmohan Singh visitó China para hablar de comercio, defensa, cuestiones militares y otras cuestiones. Se firmó la Visión Compartida sobre el siglo XXI, y se amplió el consenso en diferentes ámbitos. Singh asistió a la Reunión Asia-Europa en Pekín. Se multiplicaron las visitas de políticos chinos e indios entre ambos países, y se fortaleció la cooperación bilateral en asuntos internacionales y regionales. En 2008, el comercio bilateral superó los 51 000 millones de dólares, con un aumento del 34% con respecto a 2007.
Hasta 2008, la posición del Gobierno británico sobre el Tíbet era la misma de la Convención de Simla de 1914: que China tenía suzeranía sobre el Tíbet, pero no soberanía. El 29 de octubre de 2008 reconoció la soberanía china sobre el Tíbet a través de su sitio web, aunque sin utilizar esa palabra. Este cambio de posición de Gran Bretaña afecta a la reclamación de la India sobre sus territorios del noreste, que están basados en la misma Convención de Simla, ahora invalidada por Gran Bretaña.

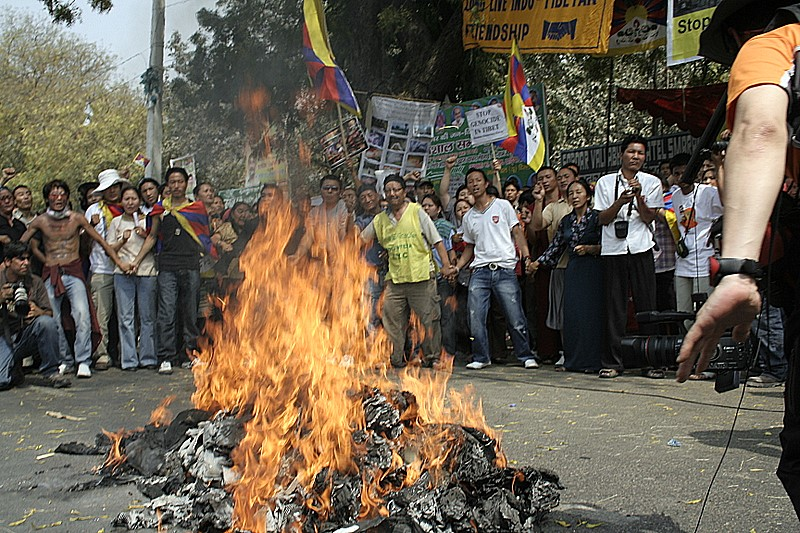
Protestas de tibetanos contra China en Nueva Delhi en 2008.

En octubre de 2009, el Banco Asiático de Desarrollo aprobó un préstamo a India para financiar un proyecto de desarrollo en Arunachal Pradesh, con el apoyo de EEUU y Japón y a pesar del intento de bloqueo chino, lo que equivale al reconocimiento formal de esta región como parte de la India.
El Primer ministro chino Wen Jiabao realizó una visita oficial a India del 15 al 17 de diciembre de 2010, invitado por Manmohan Singh, y acompañado de 400 empresarios chinos que deseaban firmar acuerdos comerciales con empresas indias.
En abril de 2011, durante la cumbre BRICS en Sanya, Hainan, China, los dos países acordaron restablecer la cooperación en materia de defensa, lo que fue favorecido por la decisión china posterior de no obligar a los residentes de Jammu y Cachemira a tamponar sus visados durante sus desplazamientos.
Wen Jiabao y Manmohan Singh se habían fijado como objetivo acrecentar los intercambios bilaterales para llegar a 100 000 millones de dólares antes de 2015. En 2011, el monto de estos intercambios fue de 73 900 millones de dólares, haciendo de China el primer socio comercial de India.
En la cumbre de los BRICS en 2012 en Nueva Delhi, el presidente chino Hu Jintao declaró que la política china buscaba desarrollar la amistad entre China e India, profundizar la cooperación estratégica y buscar el desarrollo común. Otros temas fueron tratados, como los problemas de disputas fronterizas y un banco central unificado de los BRICS.
En abril de 2012, India probó con éxito un misil ICBM (Agni-V) con un alcance de al menos 5 000 km, capaz de transportar una cabeza nuclear hasta Pekín. China lanzó una advertencia a India y una llamada a mantener la cooperación entre los dos países.
El año 2013 vio altos y bajos en las relaciones sino-indias. A comienzos de año hubo un enfrentamiento militar entre tropas indias y chinas cerca de la Línea de control real entre la región de Ladaj, la de Jammu-Cachemira y Aksai Chin. La situación se calmó el 5 de mayo. Los chinos retiraron sus tropas e India demolió algunos búnkeres 250 km al sur, en el disputado sector de Chumar, en el sureste de Ladaj. El Primer ministro chino Li Keqiang hizo su primera visita al extranjero a la India el 18 de mayo para ampliar la cooperación diplomática y las relaciones comerciales. La visita del Presidente indio Pranab Mukherjee a Arunachal Pradesh a finales de noviembre y la mención en su discurso de que la zona era parte integral e importante de la India, enfurecieron a Pekín, y siguieron declaraciones de represalia. El PIB de China llegó este año a ser cuatro veces superior al de India.

### Período de 2013 a 2024
A partir de 2013 la tensión fue aumentando entre China e India, atribuido por los chinos a una mala interpretación por Delhi de las intenciones de Pekín. La lógica subyacente es que India no fue una preocupación clave ni una amenaza en la visión global de China, mientras que India ha visto a China como una amenaza y se ha alineado con EEUU (al que China considera una amenaza existencial) para neutralizarla, sobre todo con Narendra Modi. Las relaciones sino-indias han sufrido continuos altibajos.

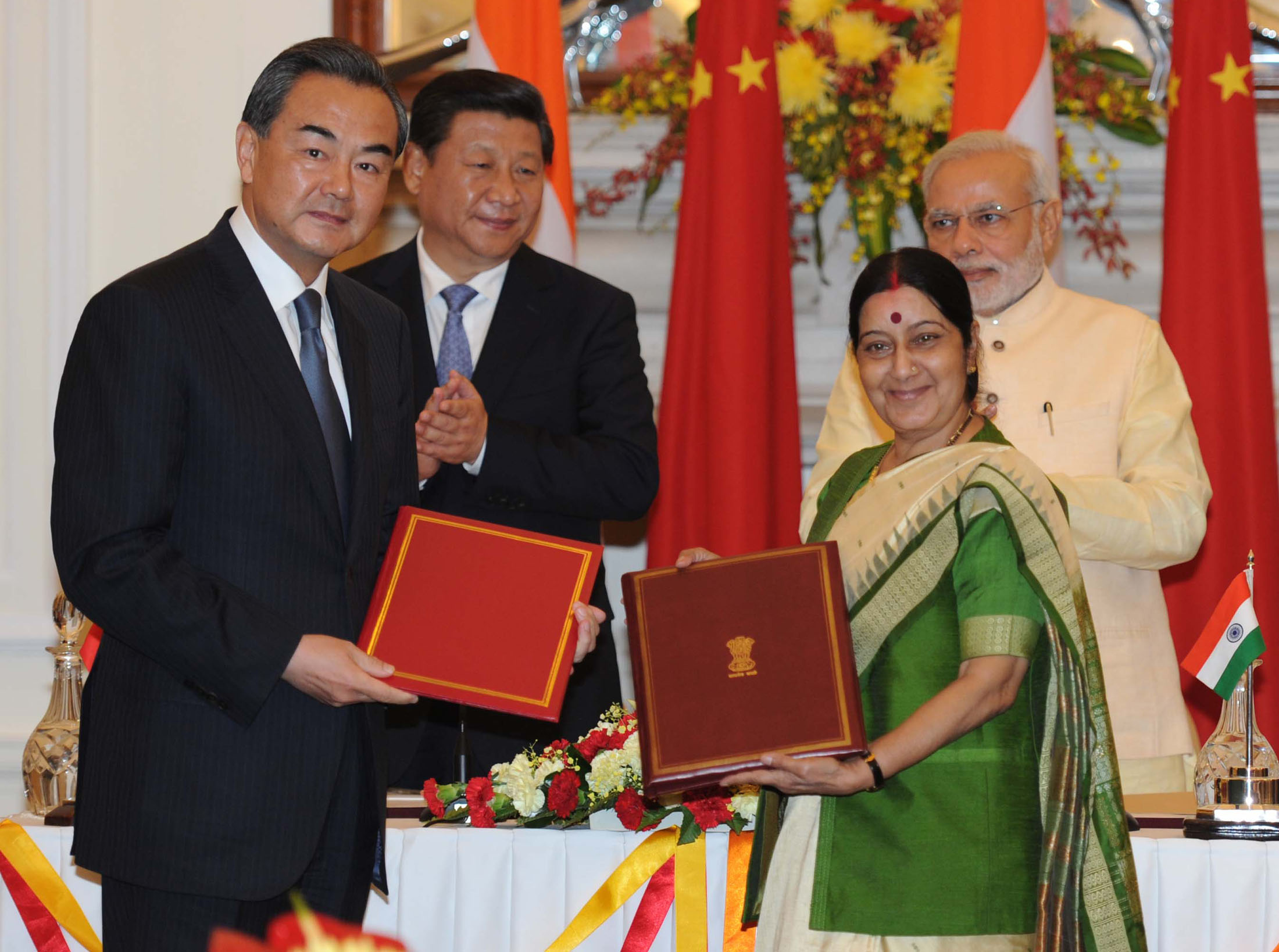
Firma de un acuerdo para la apertura de una nueva ruta de peregrinación india al Tíbet, en Nueva Delhi, en 2014.

Para el nuevo Presidente de China, Xi Jinping, el nuevo orden global se establecía entre China, EEUU, Rusia y la UE, con lazos bilaterales con India de cara a los intereses estratégicos compartidos. Los chinos desestimaron las preocupaciones bilaterales indias, como las cuestiones fronterizas, como algo “local” a gestionar adecuadamente y a no politizar.
La política exterior de Xi Jinping ha sido mucho más agresiva de cara a los países asiáticos (Hong Kong, Taiwán, Vietnam, Malasia), que la estrategia de perfil bajo de su predecesor Deng Xiaoping.
Xi Jinping visitó al nuevo Primer ministro indio Narendra Modi en 2014, pero la insistencia india en tratar el tema del Mar de la China Meridional en varios foros multilaterales, bloqueó el avance en las relaciones. En septiembre de 2014 la relación sufrió otro revés al saberse que tropas chinas del Ejército Popular de Liberación entraron dos kilómetros tras la LAC en el sector disputado de Chumar. Al mes siguiente, el ministro V.K. Singh dijo que China e India habían llegado a una “convergencia de puntos de vista” sobre la amenaza del terrorismo que emana de Pakistán.
El 16 de mayo de 2015, India y China firmaron en Shanghái veintiún acuerdos comerciales y de cooperación por un montante total de 22 000 millones de dólares, en presencia del Primer ministro indio N. Modi.

Mapa de la meseta de Doklam entre Bután, India y China.

En 2017 hubo otro frenazo a las relaciones sino-indias por el enfrentamiento de Doklam, una meseta y un valle en el cruce entre India, Bután y China, con una superficie de menos de 100 km². El 16 de junio, un equipo de construcción de carreteras del ejército chino entró en este área disputada, para construir una carretera de alta montaña desde Dokola a Zompelri, violando los acuerdos de 1988 y 1998, y cerca de la frontera del llamado Corredor de Siliguri, también llamado “cuello de gallina”, que se refiere al tramo estrecho que conecta los ocho estados del noreste de India con el resto del país, por lo que vendría a ser una zona geográfica vulnerable. Aquí, India intervino en un asunto que no le concernía directamente, pero que afectaba a su seguridad nacional. El 18 de junio, 280 soldados indios llegaron a Doklam para evitar la construcción de la carretera. Hubo acusaciones mutuas entre ambos países y una petición de Bután para cesar en la construcción de dicha carretera. En los siguientes días se dijo que para entablar un diálogo, tanto India como China debían retirar sus tropas. Tras muchas declaraciones y conversaciones, el 28 de agosto de 2017, China e India llegaron a un consenso para poner fin al enfrentamiento fronterizo.
En mayo de 2018, los dos países acordaron coordinar sus programas de desarrollo en Afganistán en las áreas de salud, educación y seguridad alimentaria.
A partir de 2018, el comportamiento de China hacia la India se centró en el acercamiento Delhi-Washington. China quería una India con una política diplomática independiente, pero empezó a temer una posible alianza entre ambos países, lo que podía dañar el equilibrio de poder global. Para los chinos, Estados Unidos sigue una política antichina, y utiliza la coerción en la Línea de control real para advertir a la India. Parece existir una correlación entre la creciente relación estratégica India-Estados Unidos, y el deterioro de lazos entre Delhi y Pekín.
En 2019, India reiteró que no se uniría al proyecto chino de la Nueva Ruta de la Seda ya que no tenía en cuenta las preocupaciones sobre su integridad territorial. A destacar que Modi y Xi Jinping se reunieron 18 veces entre 2014 y 2019.
China ofreció ayuda económica y de salud pública a India durante la pandemia de COVID-19, pero India la rechazó a petición de EEUU.

El territorio en disputa de Cachemira está administrado por Pakistán (verde), India (azul) y China (amarillo).

El 10 de mayo de 2020, tropas chinas e indias se enfrentaron en Nathu La, Sikkim, dejando 11 soldados heridos. La tensión creció en la zona de Ladaj, con una acumulación de tropas. El 15 de mayo, las fuerzas indias desmantelan un campamento del ejército chino situado en el valle de Galwan, pero más tarde son atacados por las fuerzas chinas. El 15 de junio se produce una escaramuza a base de puñetazos, palos y piedras, pero sin disparar ningún tiro, con la mayoría de las víctimas mueren ahogadas en un río al lado del punto de combate. El balance final es de 20 soldados indios muertos, 76 heridos y 10 capturados por los chinos, que fueron liberados poco después, y entre 35 y 44 muertos del lado chino, aunque de estos no hay cifras oficiales. El origen de esta disputa se encontraba en la mejora de la infraestructura india en la zona fronteriza, una carretera estratégica paralela a la Línea de control real, entre Durbuk, Shyok y Baulat Beg Oldie, conectada con bases de suministro de la zona y que favorecía una posible reacción india armada.
Las tropas en la frontera se reforzaron: se añadieron unos 50 000 soldados indios y unos 20 000 soldados chinos. Hubo llamamientos en toda la India para boicotear los productos chinos, pero numerosos funcionarios indios dijeron que tendría poco impacto en el comercio fronterizo.
Pocos días después, India prohibió el uso de docenas de aplicaciones móviles chinas en India, alegando preocupaciones sobre la seguridad de los datos, y en agosto se endurecieron las medidas para los visados destinados a empresarios, académicos y expertos de la industria chinos.
El 27 de octubre de 2020 se firmó el Acuerdo Básico de Intercambio y Cooperación entre India y EE. UU. en materia de defensa, para contrarrestar el creciente poder militar de China en la región.
En marzo de 2022, el ministro de Asuntos Exteriores chino, Wang Yi, visitó la India, y se reunió con su homólogo indio, S. Jaishankar, mostrando una mejora en las relaciones sino-indias, pero sin llegar a ser normales.  En septiembre, los ejércitos chino e indio comenzaron a retirarse de las zonas en disputa entre Ladaj y Aksai Chin, de la Línea de control real, pero sin llegar a normalizar la situación. El 6 de octubre, India se abstuvo en un proyecto de resolución del Comité de Derechos Humanos de la ONU para debatir sobre la situación de los derechos humanos en la región autónoma de Sinkiang, en China. El 9 de diciembre tuvo lugar un enfrentamiento entre los ejércitos chino e indio en el sector de Tawang, en Arunachal Pradesh, con una veintena de soldados indios heridos.
En abril de 2023, China modificó los nombres de once regiones del “sur del Tíbet”, incluida parte de Arunachal Pradesh en India, pero el gobierno indio no lo aceptó. En mayo, China boicoteó la reunión del Grupo de Trabajo de Turismo del G20 tras la propuesta india de realizarla en Srinagar, Cachemira. El Ministerio de Asuntos Exteriores chino se opuso firmemente a cualquier reunión del G20 en áreas territoriales en disputa. En junio, China bloqueó la propuesta EEUU-India para sancionar al acusado de terrorismo paquistaní Sajid Mir en el marco del Comité de Sanciones contra Al Qaeda 12/67 del Consejo de Seguridad de las Naciones Unidas. Mir había orquestado atentados con bombas en Bombay, donde murieron 175 personas. India criticó duramente la decisión china. El 25 de agosto de 2023, durante la cumbre BRICS en Johannesburgo, Sudáfrica, Modi y Xi se reunieron al margen de la cumbre para intentar reducir las tensiones en la frontera.

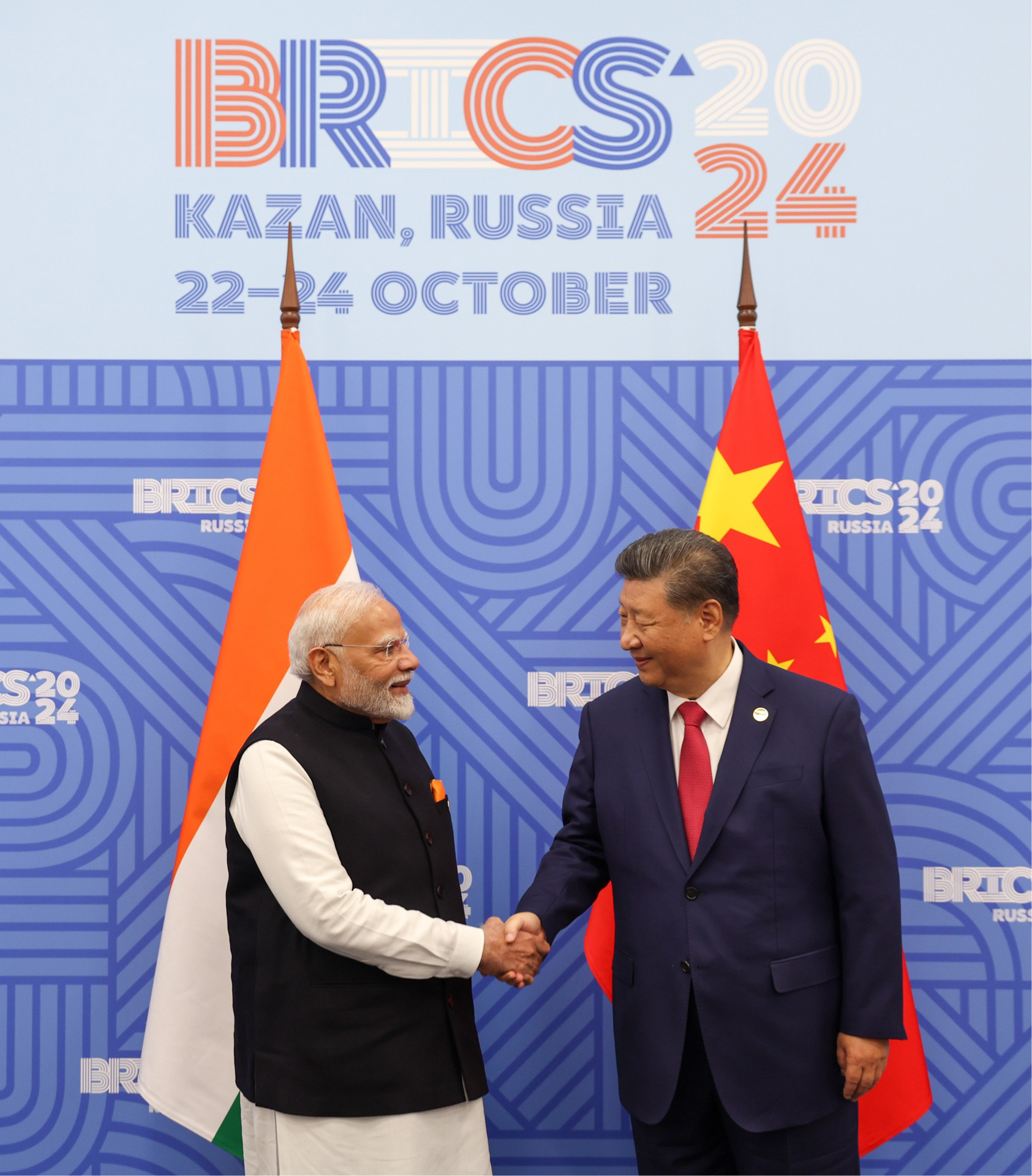
Reunión de Narendra Modi y Xi Jinping en la cumbre 16.ª de los BRICS en Kazan, Rusia, el 23 de octubre de 2024.

El 21 de octubre de 2024, China e India llegaron a un acuerdo sobre la Línea de control real y sobre cómo retomar de cada lado las patrullas a lo largo de la LAC, según un calendario previamente fijado, y para evitar escaramuzas. El 23 de octubre, Modi y Xi se reunieron en Kazán, Rusia, durante la cima de los BRICS, comprometiéndose a estabilizar y reconstruir las relaciones bilaterales. Anunciaron que sus representantes explorarían una solución justa, razonable y mutuamente aceptable a la cuestión fronteriza, y hablaron sobre la importancia de mantener buenos lazos para la paz mundial. Dijeron que Delhi y Pekín deben impulsar la unidad de los países en desarrollo, y contribuir a promover la multipolarización y la democracia en las relaciones internacionales. Tras el acuerdo, ambos países comenzaron a retirar sus tropas de la frontera del Himalaya, reanudando el patrullaje pacífico de la frontera.
El acuerdo entre China e India es positivo para EEUU ya que reduce la probabilidad de una importante escalada militar entre estados con armas nucleares. El objetivo principal de Washington es permitir el ascenso a largo plazo de India como socio estratégico y contrapeso asiático amistoso de China.
A pesar de todo, este Acuerdo no implica un cambio estratégico fundamental por parte de Pekín y Delhi, ya que ambos están distanciados en sus respectivas reivindicaciones territoriales y no desean hacer concesiones. El acuerdo permitirá una mayor colaboración económica, en la que China busca el mercado en ascenso de la India, mientras India busca inversiones extranjeras directas chinas. La aplicación real de los acuerdos solo podrá evaluarse plenamente en el año 2025.

## Relaciones triangulares y multilaterales
Desde la fundación de los Estados independientes de India y China en 1949 y 1950, EE. UU. y Rusia (antes URSS) han sido parte constante de la evolución de las relaciones sino-indias. Por otra parte, Japón participa en dichas relaciones a través del Diálogo de Seguridad Cuadrilateral o QUAD, entre EEUU, Japón, India y Australia. Pakistán mantiene buenas relaciones con China en proyectos de infraestructura chinos en el territorio en disputa de Cachemira. Oriente Medio es importante para ambos países en términos de seguridad energética. En África, América Latina y el sur de Asia, ambos países se involucran en el desarrollo de esas zonas y en el mantenimiento de la paz, mostrando una lucha por el equilibrio de poder.

### Nepal
Su situación geoestratégica ha hecho que hayan mantenido una posición de neutralidad cautelosa en los momentos de tensiones acentuadas entre China e India, intentando mantenerse como país amigo de ambos. Sus relaciones con India son estrechas, pero no olvidan que tienen una frontera de unos 1 000 km con China, convertida ahora en una gran potencia. Nepal desempeñó el papel de un importante estado tampón entre ambos países durante mucho tiempo. En abril de 2018, China propuso un Corredor Económico China-Nepal-India como parte de su Nueva Ruta de la Seda, con una reacción favorable de Nepal y una “indiferente” de India, quizás como consecuencia de la creciente influencia de China sobre Nepal, y del intento de Nepal de poner fin a su dependencia de la India.

### Estados Unidos
El 11 de noviembre de 1950, el filósofo nacionalista indio Sri Aurobindo denunció las intenciones de China y propuso apoyarse sin reservas en EEUU para frenarla. En 1963, John F. Kennedy mostró una reacción positiva a esas palabras:

Un gran indio, Nehru, les mostró el camino de la no alineación entre China y Estados Unidos, y otro gran indio, Aurobindo, les mostró otra forma de supervivencia. La elección está en manos del pueblo de la India

La administración de N. Modi ha fortalecido la asociación estratégica con los EEUU. China ve una amenaza creciente en la cooperación de India y EEUU, y ha exagerado la discordia entre los dos países para “dividir y conquistar” a sus rivales. La India ha fortalecido la cooperación militar, diplomática y económica con EEUU, Japón y Australia en el QUAD. Tras el enfrentamiento del valle de Galwan, India inició el primer ejercicio militar conjunto de los cuatro ejércitos en más de una década en noviembre de 2020, en respuesta a las escaramuzas fronterizas.

### Rusia
La URSS mantuvo siempre buenas relaciones con la India durante la Guerra Fría, mientras las relaciones con China estuvieron muy tensas en el período de las décadas de los sesenta y setenta del siglo XX.
Tras perder la Guerra Fría, después de la disolución de la URSS y el descalabro brutal de los noventa, la Rusia de Putin se recompuso a principios de este siglo, y desde 2007 empezó a señalar su descontento con el desarrollo de las relaciones  internacionales y su voluntad de preservar su esfera de influencia en el mundo, habiendo desarrollado buenas relaciones, tanto con la India como con China.

### Indo-Pacífico
Las posibles rutas terrestres chinas hacia el Océano Índico podrían pasar por Pakistán, India o Myanmar (como sugerido en 1985). Por su parte, India ha fortalecido su Política de atender al Este, enfocándose en proyectos de infraestructura, como el Proyecto Ferroviario Agartala-Akhaura y la Carretera Trilateral Asiática (India-Myanmar-Tailandia), medidas de conectividad geopolítica para mejorar sus alianzas con Filipinas, Malasia y Vietnam, como un medio para frenar la expansión china y mejorar su seguridad fronteriza.
Washington, Tokio, Canberra y Nueva Delhi comparten el interés común de asegurar que la región del Indo-Pacífico no esté dominada por China y que el balance de poder permanezca favorable a las democracias liberales, a través del Diálogo de Seguridad Cuadrilateral (QUAD).

### Océano Índico Occidental
El Océano Índico Occidental es un “teatro geopolítico” emergente marcado por el conflicto interestatal entre India, China y EEUU. Su importancia geoestratégica está ligada al paso por la región del 40 % del comercio mundial y de dos tercios de los suministros globales de petróleo y gas. Dos puntos de estrangulamiento marítimo a nivel mundial se encuentran en esta zona, el estrecho de Bab el-Mandeb y el de Ormuz. China e India dependen del acceso y libre paso por esta zona para asegurar la creciente demanda de energía de las dos economías en crecimiento, así como EEUU depende de este libre paso del petróleo desde Oriente Medio al mundo transatlántico a través de esta región.
China e India intentan consolidar sus posiciones de poder económico y militar en la región, a través de las políticas de Collar de Perlas de China y de Política de atender al Este de India. Para la India, el Océano Índico es su “océano”, por lo que ve las intrusiones chinas como una amenaza potencial, lo que la ha llevado a unirse a la alianza QUAD. Por lo tanto las relaciones sino-indias en el Océano Índico Occidental deben entenderse como parte de la relación triangular de contrapeso continuo con EE. UU.
Las aspiraciones indias de convertirse en una gran potencia regional están limitadas por varias razones. Su desarrollo naval se ha quedado atrás respecto a China y EE. UU. y por falta una estrategia marítima coherente. Por su parte, las tendencias políticas proteccionistas, han permitido a China aumentar su influencia económica relativa, convirtiéndose en el principal socio comercial de varios países de la región en lugar de la India. A EE. UU. le interesa contrarrestar el poder naval de China mediante la cooperación con la India. La rivalidad geopolítica sino-india y el contrapeso estratégico siguen sin resolverse en el Océano Índico, lo cual tiene implicaciones sustanciales de seguridad y una creciente militarización, que complican la cooperación en problemas como la piratería. Ambos Estados están desplegando medios militares y navales más allá de lo necesario para defender las rutas de navegación globales. Esto incluye submarinos de propulsión nuclear chinos para luchar contra la piratería de la región.

### Plataformas de Cooperación
China e India comparten espacio en varias organizaciones de cooperación, entre las que destacan:

#### Organización de Cooperación de Shanghái, OCS
La OCS es la organización intergubernamental más importante de Asia de carácter político y económico, que busca elevados niveles de crecimiento y desarrollo económico y social. Creada en 1996 como Grupo de Shanghái para gestionar la transición de  antiguas repúblicas soviéticas del Asia Central, se convirtió en la OCS en 2001, estando constituida por China, Rusia y los cuatro Estados de Asia Central: Kazajistán, Kirguistán, Uzbekistán y Tayikistán. En 2016 se amplió a India y Pakistán, manteniendo el equilibrio entre Pekín y Moscú. En 2021 se amplió a Irán y finalmente en 2024 a Bielorrusia.
Nacida para aumentar los niveles de seguridad regional, rápidamente ha derivado hacia la creación de un área de libre comercio, al igual que existe en otras regiones del mundo. Se busca la cooperación para asegurar la seguridad colectiva frente al terrorismo, el extremismo y el separatismo, y es dirigida principalmente por Rusia y China.
Tras la adhesión de India y Pakistán, los ocho países de la OCS representaban un 50 % de la población mundial y aproximadamente un 20 % del PIB mundial.
A pesar de todo esto, India mantuvo su estrecha colaboración con EEUU y con Japón, y su integración en el QUAD (India – Australia – EEUU – India).

#### BRICS+

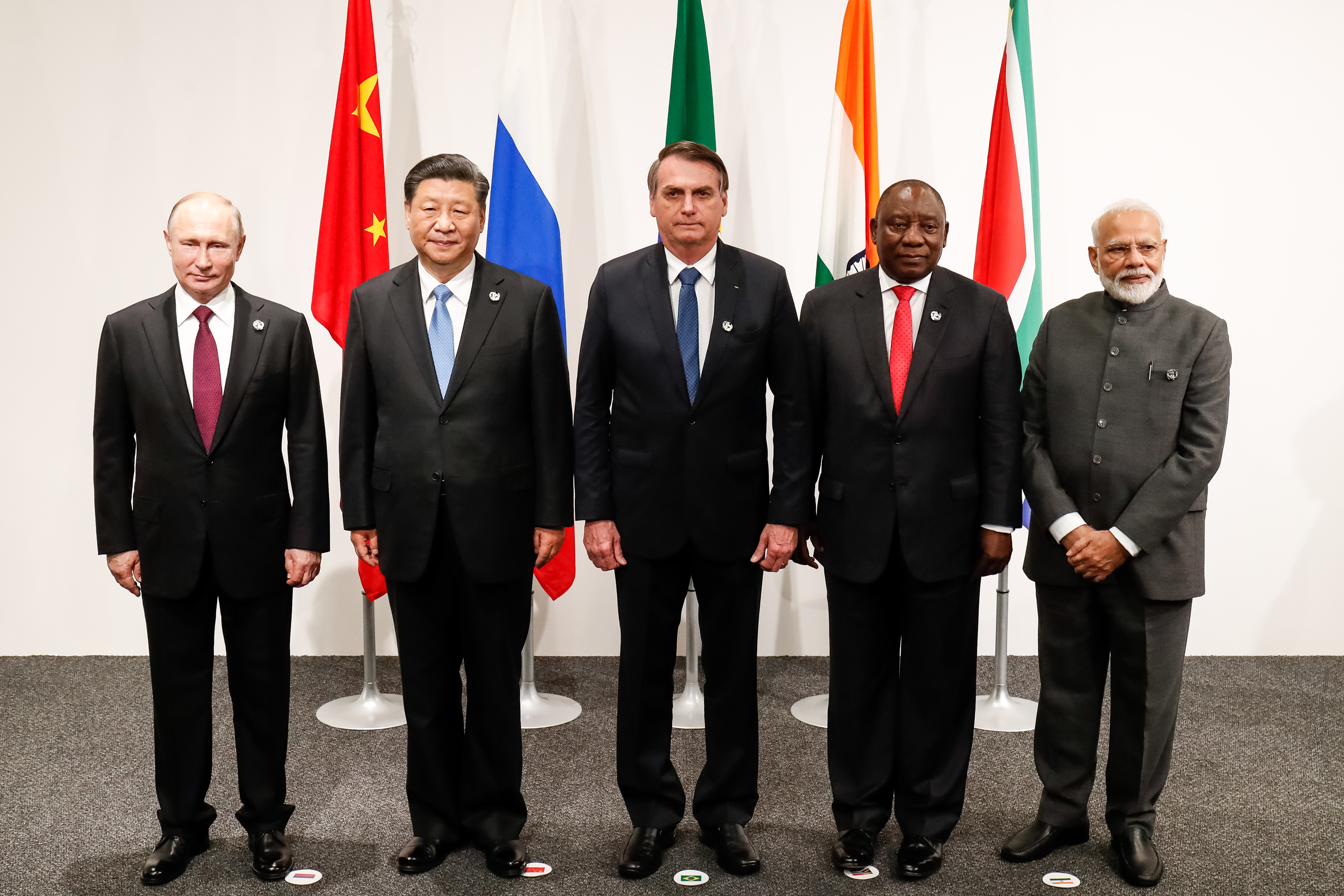
Los líderes de los BRICS en la cumbre del G20 de Osaka en 2019.

Los BRICS+ es un grupo de diez países emergentes que se reúnen anualmente: Brasil, Rusia, India, China, Sudáfrica, Irán, Egipto, Emiratos Árabes Unidos, Indonesia y Etiopía. Nació en 2009 con los cuatro primeros países, y en 2011 se adhirió Sudáfrica, mientras el resto de países se unió en 2024. Estos diez países representan el 46 % de la población mundial y el 32 % del PIB mundial. Más de 20 países se han postulado para integrarse en el grupo BRICS+.
Esta organización pide la refundación de las organizaciones internacionales como el Consejo de Seguridad de las Naciones Unidas, el Banco Mundial o el FMI, para reflejar mejor la llegada de nuevas potencias y el carácter multipolar del mundo del siglo XXI (solo tienen derecho de voto de 15 % en el Banco Mundial, y 10 % en el FMI). Asimismo, desean hacer valer su peso y sus opiniones en las negociaciones económicas internacionales, y cortar con su dependencia del dólar para los pagos internacionales.

#### Asociación Económica Integral Regional (RCEP)
La RCEP supone un Tratado de libre comercio (TLC) entre los diez Estados miembros de la Asociación de Naciones de Asia Sudoriental (ASEAN = Myanmar, Brunéi, Camboya, Filipinas, Indonesia, Laos, Malasia, Singapur, Tailandia y Vietnam), con otros cinco Estados de Asia y Oceanía (Australia, China, Corea del Sur, Japón y Nueva Zelanda), lo que supone el 30 % de la población mundial, y el 30 % del PIB mundial, con el bloque comercial más grande del mundo.
Las negociaciones comenzaron en 2011, el Tratado fue firmado en 2020 y entró en vigencia en el último país en 2023.
India decidió en 2019 salirse de este Tratado debido a su gran déficit comercial con los países de la RCEP, y por su preocupación de verse inundada por las importaciones, y por el riesgo para su industria y su agricultura. El resto de países de la RCEP han dejado abierta la puerta a una incorporación de India en cuanto se resuelvan los problemas que la inquietan.
Otras plataformas en las que China e India mantienen comunicación y coordinación son las Naciones Unidas, la Organización Mundial del Comercio, el G20 y el fórum Rusia-India-China (diálogo trilateral de ministros de Asuntos Exteriores), además de trabajar en materia de cambio climático, seguridad energética y alimentaria, y reforma de instituciones financieras internacionales.

## Relaciones bilaterales
Independientemente de los conflictos fronterizos, las relaciones económicas y comerciales entre India y China tiñen las relaciones bilaterales entre los dos países.

### Comparación de los dos países
Comparación de datos entre los dos países:   
| Datos                                       | República de India                              | Ref     | República Popular China                                                 | Ref     |
| ------------------------------------------- | ----------------------------------------------- | ------- | ----------------------------------------------------------------------- | ------- |
| Población                                   | 1 428 millones (2023)                           | [ 146 ] | 1 412 millones (2021)                                                   | [ 147 ] |
| Superficie                                  | 3,287 millones de km²                           | [ 146 ] | 9,597 millones de km²                                                   | [ 147 ] |
| Densidad de población                       | 469 hab/km² (2023)                              | [ 146 ] | 150 hab/km² (2022)                                                      | [ 147 ] |
| Tasa de fecundidad                          | 2,01 hijos/mujer (2022)                         | [ 146 ] | 1,18 hijos/mujer (2022)                                                 | [ 147 ] |
| Capital                                     | Nueva Delhi (33 millones de hab)                | [ 146 ] | Pekín (20,5 millones de hab)                                            | [ 147 ] |
| Tipo de gobierno                            | República federal parlamentaria.                | [ 146 ] | República socialista. Partido único.                                    | [ 147 ] |
| Primer Jefe de Gobierno                     | Jawaharlal Nehru                                | [ 146 ] | Mao Zedong                                                              | [ 147 ] |
| Jefe de Gobierno actual                     | Narendra Modi                                   | [ 146 ] | Xi Jinping                                                              | [ 147 ] |
| Lenguas oficiales                           | Hindi, Inglés + 22 lenguas regionales           | [ 146 ] | Chino mandarín, mongol, tibetano, uigur y zhuang                        | [ 147 ] |
| Religiones oficiales                        | Hinduismo 80 %, Islamismo 14 %, otras 6 %       | [ 146 ] | >10 % población: Budismo (100 M), taoísmo (20 M), confucionismo, ateos. | [ 147 ] |
| PIB (nominal)                               | 3 535 millones de $ (2022)                      | [ 146 ] | 17 569 millones de $ (2024)                                             | [ 147 ] |
| Renta per cápita                            | 2 410 $ (2023)                                  | [ 146 ] | 12 541 $ (2024)                                                         | [ 147 ] |
| PIB (PPA)                                   | 13 120 millones de $ (2023)                     | [ 148 ] | 32 898 millones de $ (2023)                                             | [ 148 ] |
| PIB per cápita (PPA)                        | 10 166 $ (2023)                                 | [ 149 ] | 24 569 $ (2023)                                                         | [ 149 ] |
| Inversión extranjera directa (IED) recibida | 28 079 M $ (2022)                               | [ 150 ] | 42 728 M $ (2023)                                                       | [ 150 ] |
| Inversión extranjera directa (IED) salida   | 13 879 M $ (2023)                               | [ 151 ] | 185 301 M $ (2023)                                                      | [ 151 ] |
| Índice Desarrollo Humano                    | 0,633 (medio)                                   | [ 146 ] | 0,788 (alto)                                                            | [ 147 ] |
| Presupuesto de defensa                      | 77 171 millones de $ (2022)                     | [ 152 ] | 270 195 millones de $ (2022) - 4,79 % del Gasto público                 | [ 153 ] |
| Efectivos militares                         | 1.455.500 soldados (2024) y 960.000 reservistas | [ 154 ] | 2.035.000 soldados (2024) y 510.000 reservistas                         | [ 154 ] |

Los dos países han emergido tras una larga historia de colonialismo, tienen las mayores poblaciones mundiales, y su objetivo es desarrollar sus economías y mejorar su nivel de vida. China ha pasado de ser una sociedad agrícola rural a una sociedad industrial urbana, con una velocidad de industrialización sin precedentes y una combinación de experimentación y reformas incrementales que ha conducido a un rápido progreso. El PIB ha aumentado espectacularmente desde los setenta, y la inversión exterior ha impulsado la especialización de la fabricación con un alto índice de mano de obra y ha aumentado el empleo y las rentas, al tiempo que ha reducido la pobreza. En 2021, India tenía el 12,9% de población por debajo del umbral de pobreza (2,15 $/día), frente al 0% de China. China es mejor en exportación de mercancías, e India mejor en exportación de servicios comerciales.
China tiene que asumir unos costos muy altos para el mantenimiento de su población rural y especialmente la urbana, con subsidios para los habitantes de mayor edad y con un sistema pensionista que le traerá “retos de gran complejidad y envergadura”. La India por su parte, ha tenido un crecimiento poblacional casi a la par de China en la cantidad de habitantes, pero con una heterogeneidad cultural y social que implica retos dentro del mundo contemporáneo y que, al igual que los problemas de China en el tema demográfico, sus retos son mucho más grandes debido a la heterogeneidad endógena.
India, con sus grandes contrastes y la creencia en su destino de gran potencia en Asia y en el nuevo orden internacional, tiene la demografía a su favor (la edad media de la población en India en 2019 era de 28 años), una gran tradición empresarial, una enorme clase media en expansión, un gran potencial de mejora en productividad y un gran orgullo del pedigrí de la civilización a la que pertenece. Su objetivo fundamental es desarrollar una industria manufacturera propia que cree empleo, conseguir transferencia de tecnología, atraer capital del exterior y abastecer a su enorme y creciente mercado interno (India para los indios). Existe una gran dependencia india de las importaciones chinas.
En la comparación entre China e India, podemos destacar también el Índice de desarrollo humano para evaluar el desarrollo de un país: una vida larga y saludable (esperanza de vida al nacer), con conocimientos (promedio de años de escolaridad), y un nivel de vida decente (ingreso nacional bruto per cápita). Varía de 0,36 a 0,94 a nivel mundial, con una media de 0,68. India se sitúa en 0,63 y China en 0,79 (en 2024), es decir un nivel de desarrollo humano (social) medio. Esto indica que ambos países se enfrentan al reto de lograr una equidad interna y a un desarrollo social adecuado, para avanzar en sus proyectos del complejo sistema internacional.
Por otra parte, la India ocupa una posición hacia el puesto 100 en el Índice global del hambre, sobre unos 116 países analizados según la pobreza extrema. El gobierno dice que la disminución de calorías ingeridas es por un cambio de “gustos” y no por un aumento de la pobreza. Hay una pequeña tasa de creación de empleos, por lo que aumenta el desempleo, que se traduce no en un mayor número de personas sin empleo, sino el mismo número de personas con menos horas laborales per cápita.

### Relaciones militares
Desde el punto de vista estratégico, India, debido a su enfrentamiento con Pakistán, apostó por ser una potencia militar (incluso antes de ser una potencia económica), mientras China apostó por ser una potencia económica (la Nueva Ruta de la Seda), sin desatender una estrategia militar a largo plazo, como muestra la red del Collar de Perlas en la región del Océano Índico.

#### Enfrentamientos fronterizos
Tal como se explicó anteriormente, cuando los británicos se retiraron de la India a finales de la década de 1940 y la India obtuvo su independencia, se dejaron atrás fronteras que habían sido establecidas en el pasado de manera arbitraria, como la Línea McMahon. Durante décadas, ha habido desacuerdos entre China e India sobre el trazado exacto de una frontera actual de unos 3 440 km de largo, la llamada Línea de control real, lo que ha dado lugar a numerosos conflictos. Otra causa de conflictos es el aumento de infraestructuras en estas zonas por ambos lados (conectividad) y su militarización.
La frontera entre China y Bután es también controvertida. Dado que la diplomacia y la defensa nacional de Bután están controladas por la India, este es otro punto de litigio.

#### Ejercicios militares
China e India han llevado a cabo ejercicios militares conjuntos llamados Ejercicios Mano a Mano (“Exercise Hand-in-Hand”) desde 2007, a veces en China y otras en la India. Ha habido ocho ediciones de estos ejercicios, pero cesaron desde el incidente del valle de Galwan en 2020. Por el contrario, India ha mantenido ejercicios multilaterales con otras potencias como Rusia, en las que también participan soldados chinos.

### Relaciones culturales
Hay pruebas de que existieron intercambios conceptuales y lingüísticos entre el 1500 y el 1000 a. C. entre las civilizaciones Shang y Zhou, y la antigua civilización védica.
Los contactos políticos entre China e India en la antigüedad fueron escasos. En la esfera cultural fue sobre todo un camino de una sola dirección, de la India hacia China. La influencia religiosa y cultural hindú y budista se extendió a China a través del Asia Central, y los eruditos chinos fueron enviados a las universidades indias de Nalanda y Taxila. Aunque las civilizaciones china e india tuvieron contactos entre sí durante los primeros siglos de la era cristiana, el proceso de interacción religioso-cultural cesó a partir del siglo X, coincidiendo con la invasión islámica de la India. Desde entonces, los dos países vivieron como si fueran ajenos a la existencia del otro durante más de mil años, hasta aproximadamente el advenimiento del siglo XIX, cuando ambos cayeron bajo la influencia de las potencias europeas.
Tras la Segunda Guerra Mundial comenzó un proceso de reaprendizaje entre las clases políticas de ambos países, sabiendo que a nivel de la población, de la sociedad y de la cultura nunca cesaron los contactos, y que el flujo cultural y de conocimientos fue siempre constante. La geopolítica entre los dos países ha impactado ese intercambio cultural en los siglos XX y XXI.
China e India son los dos grandes colosos de Asia, y suponen el 35% de la población mundial (2 860 millones de personas sobre un total de 8 200  en 2024). Ambas comparten las mismas aspiraciones de ejercer un liderazgo regional. En el siglo XX han vivido de espaldas, con un marcado desencuentro cultural, separados por la muralla que levanta la cordillera del Himalaya. El siglo XXI debería abrir nuevas perspectivas de colaboración que redunden en beneficio mutuo.

### Relaciones comerciales
Antes de la era de la colonización europea, China representaba alrededor del 33% de los productos manufacturados del mundo e India alrededor del 25%. Posteriormente, ambas poderosas civilizaciones asiáticas declinaron, decayeron y se desintegraron, y finalmente fueron conquistadas por las potencias europeas.
Las economías china e india son más competitivas que complementarias. Buscan en Occidente y Japón tecnología avanzada, maquinaria, capital e inversión, aunque China ya está muy avanzada y empieza a invertir en otros continentes. Desde una perspectiva occidental, India tiene la ventaja de ser una democracia liberal, frente a la autocracia de China. La combinación de un clima de libre debate, mano de obra barata e inglés como lengua franca hacen de la India un lugar atractivo para inversiones y subcontratación. Sin embargo, India debe afrontar el reto de mejorar las condiciones laborales para conseguir un desarrollo económico sostenible y convertirlo en un elemento tractor de su economía (mano de obra cualificada, ampliación de la base social consumidora, acceso al consumo tecnológico, etc).
Los dos países fueron económicamente similares hasta que a finales de los 70, Deng Xiaoping decidió abrir su economía. Se introdujeron reglas de la economía de mercado, se establecieron zonas económicas especiales y se permitió una competencia limitada, lo que produjo un auge de la economía china durante décadas con tasas de crecimiento de dos dígitos, atrayendo a las inversiones extranjeras. Este desarrollo económico se convirtió en un referente para la India, pero hasta los 90 no se introdujeron las primeras reformas de economía de mercado, y para que la economía india se integrara a la competencia del comercio mundial.
El desarrollo de India y China les hace aumentar sus relaciones económicas y comerciales directas o a través de países considerados estratégicos, como Indochina, lo que favorece el diálogo y la cooperación. Pero ambas quieren hacerlo desde una posición dominante, y no ser dependiente del otro país.
Una posible dependencia de producción estará subordinada al acceso a recursos básicos y sus correspondientes materias primas, por los que ambas compiten en Asia y África. La servidumbre comercial podría venir de la compraventa y tránsito de mercancías, por lo que ambos países trabajan para garantizar la seguridad en el tránsito, y buscan mercados alternativos a Europa y EE. UU. Ambos aspectos se ven bien en las relaciones que las dos potencias asiáticas tienen en América Latina.
En la política de crecimiento de ambos países, el punto débil de la India es la mejora de su infraestructura, ya que las rutas de transporte y las redes eléctricas están sobrecargadas, mientras que China debe luchar contra las consecuencias de la política de hijo único y el envejecimiento de su población, lo que pone en peligro el desarrollo sostenible del país. Para seguir creciendo, China e India dependen de la energía. Para 2035, la demanda de energía de China aumentará un 71% respecto a 2014, y la de India un 135%, por lo que ambos países están realizando  intensos esfuerzos en todo el mundo para encontrar fuentes de petróleo y gas, y asegurar rutas comerciales, a veces conjuntamente, por ejemplo en Sudán.
Hasta la década de 2010, el crecimiento chino fue siempre superior al de la India (del orden del 10% en China, y del 7% en India), generando una diferencia importante entre ambos países, pero ya en la década de 2020 la tendencia se ha invertido. La economía china en 2024 es 5 o 6 veces mayor que la india, pero desde la pandemia la India crece mucho más rápido que China, que se encuentra en un proceso de desaceleración estructural (desde 2010 la tasa de crecimiento ha descendido desde más del 10% a apenas 5% en 2024), por lo que a menos que la economía india experimente una gran crisis, seguirá convergiendo en tamaño con la china hasta muy probablemente alcanzarla en la década de 2050. En el caso de China puede predecirse que su tasa de crecimiento se situará alrededor del 2,4% en 2035, hasta llegar al 1% anual hacia 2050, similar al ritmo actual de Japón. La tasa de urbanización actual de China del 60% alcanzará la de las economías desarrolladas, en torno al 75%. En el caso de India, debería mantener un crecimiento del orden del 7%, ya que se encuentra aún al principio de su proceso de urbanización con un 35% solamente, y con una población mucho más joven que la china.

#### Relaciones Comerciales bilaterales
La mayoría de exportaciones indias a China es mineral de hierro y materias primas, mientras que India importa productos manufacturados de China, un ejemplo clásico de un modelo de dependencia.
China e India han desarrollado sus propias capacidades complementarias en el siglo XXI. China sobresalía en la fabricación rentable, mientras India era experta en diseño y desarrollo rentables. En 2007, se escribió que la forma más simple y poderosa de combinar China e India es centrarse en el hardware en China y en el software en India. Ha habido casos de empresas indias que se han implantado en China (Mahindra & Mahindra Limited), y casos de empresas chinas implantadas en India (Huawei en Bangalore,…). En el sector petrolero hay competencia y compromiso (chinas Sinopec, China National Petroleum Corporation, y la india Oil and Natural Gas Corporation), luchando por activos petroleros en algunas regiones, o ganando licitaciones conjuntamente en Siria, Colombia, Angola y Venezuela.

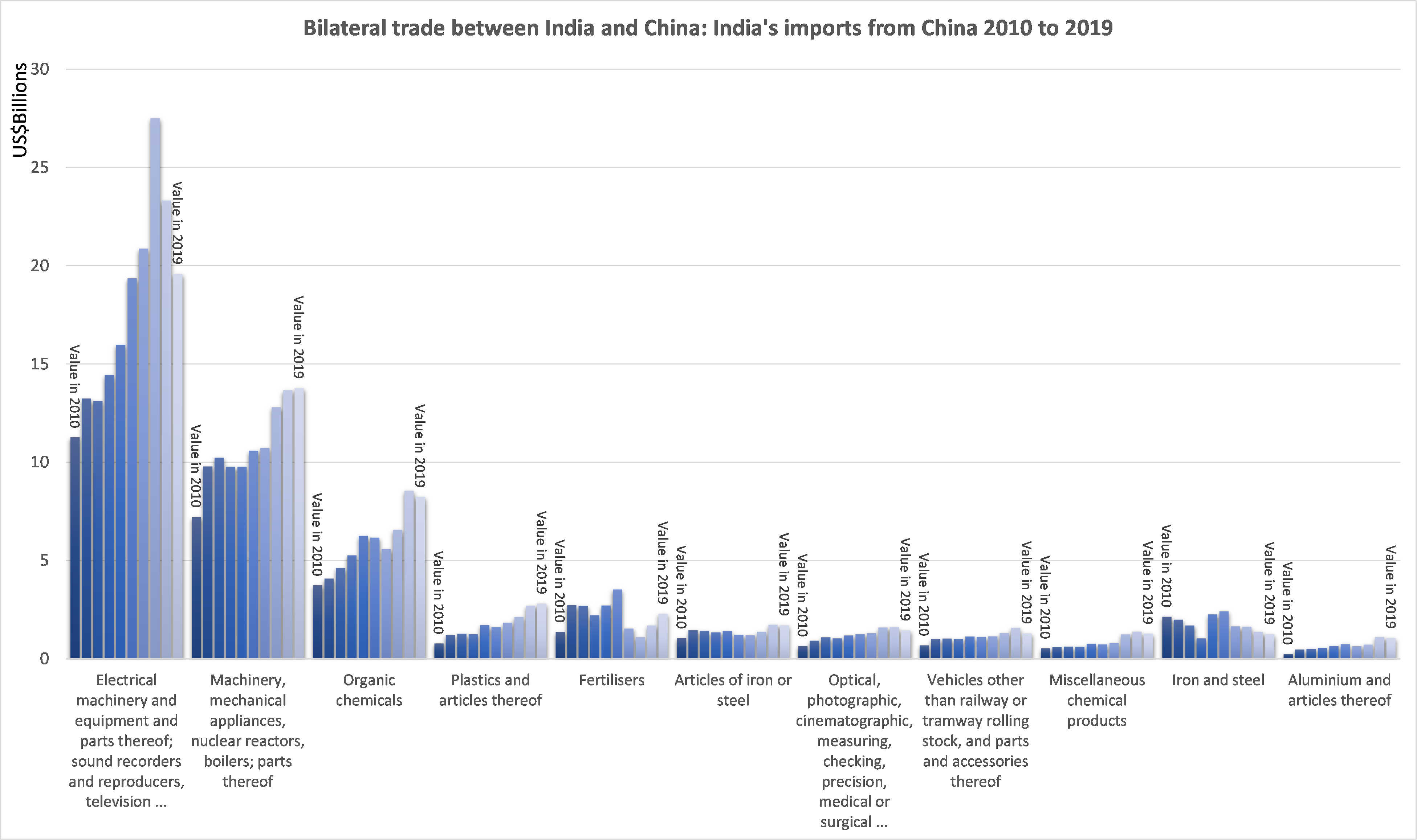
Comercio bilateral China-India. Importaciones indias desde China. 2010-2019.

Desde el incidente del valle de Galwan, India ha prohibido a un gran número de empresas tecnológicas y software chinas, incluidas Huawei, Tik Tok, WeChat,…, ingresar al mercado indio, aunque desde el 2023 se ve una relajación de posiciones.
Desde principios del siglo XXI, China e India son mercados futuros con tasas de crecimiento anual del PIB del 5% al 10%. Ambos pertenecen al grupo de los BRICS, en el que están las economías emergentes. La economía de la India tuvo un crecimiento económico del 7,8% del PIB en 2023, frente a un 5,2% del PIB en China. Ambos Estados esperan que el intercambio de bienes entre los dos países les permita lograr un mayor crecimiento económico, aunque India se sienta amenazada por el poder económico de China y su estrategia del Collar de Perlas, en la que China colabora con países vecinos de India que la rodean.
China intenta desarrollar desde 2013 la Iniciativa de la Franja y la Ruta (llamada también Nueva Ruta de la Seda), un proyecto de desarrollo de infraestructura global y cooperación internacional a partir del libre comercio entre naciones, pero se han encontrado con la oposición entre otros de la India. Por su parte, India intenta mantener vivo el proyecto de un Corredor Económico Bangladés-China-India-Myanmar o BCIM Economic Corridor (que disminuiría costos de transporte, abriría mercados y la explotación conjunta de recursos naturales), a pesar de las tensiones provocadas por las disputas fronterizas entre China e India. Además, se ha lanzado en 2023 el nuevo corredor de transporte IMEC o Corredor Económico India-Oriente Medio-Europa, apoyado por EEUU, para contrarrestar el proyecto chino de la Nueva Ruta de la Seda y evitar la supremacía económica china, aunque ahora el proyecto está congelado por la guerra en Gaza.
En 2018, la administración de N. Modi instituyó un Phased Manufacturing Program para fomentar el ensamblaje y la fabricación de teléfonos celulares en la India, con el objetivo de reducir la dependencia de las importaciones, además de aumentar los aranceles de importación sobre los artículos electrónicos producidos en China, y una larga lista de bienes auxiliares.
China se ha convertido en 2024 en el principal socio comercial de la India, superando a EEUU. El comercio bilateral se ha multiplicado por más de cuarenta en el siglo XXI, pasando de 3 000 millones de $ en el 2000, a 125 000 millones de $ en 2022. El déficit comercial en ese año es de 94 700 millones de $ a favor de China.
En 2022, las importaciones chinas de productos indios han sido de 15 300 millones de $. Los cinco principales productos exportados de India a la China han sido:
- Petróleo refinado: 1 950 millones de $ (12,8%)
- Mineral de hierro: 1 040 millones de $ (6,79%)
- Crustáceos: 895 millones de $ (5,84%)
- Arroz: 679 millones de $ (4,43%)
- Otros aceites vegetales puros: 500 millones de $ (3,26%)

A destacar que debido a las sanciones internacionales contra Rusia tras la invasión de Ucrania en 2022, las refinerías de petróleo indias han comenzado a utilizar el yuan chino para los pagos de las importaciones de petróleo ruso como alternativa al pago en dólares americanos, aunque el gobierno indio no ve con buenos ojos el uso del yuan para los pagos de sus empresas.
En 2022, las importaciones indias de productos chinos han sido de 110 000 millones de $. Los cinco principales productos exportados de China a la India han sido:
- Ordenadores: 6 280 millones de $ (5,73%)
- Equipos de transmisión: 5 560 millones de $ (5,07%)
- Circuitos integrados: 4 560 millones de $ (4,16%)
- Teléfonos: 3 620 millones de $ (3,30%)
- Dispositivos semiconductores: 3 100 millones de $ (2,83%)

#### Reparto de agua e Hidropolítica
El suministro de agua en ambos países tiene un enorme potencial de conflicto. Un total de siete ríos que nacen en el Tíbet fluyen a través de la India, siendo el más importante el Brahmaputra. Se ha escrito que el reconocimiento formal de la India de la soberanía china sobre el Tíbet, constituye el mayor error de seguridad, con consecuencias duraderas para los intereses territoriales y fluviales de la India.
La demanda de agua de China ha aumentado en los últimos años debido a la sequía en el noroeste del país y al creciente crecimiento económico. La India está preocupada por los planes de China de desviar el agua y construir presas, y la posibilidad de que utilicen los ríos como un arma de presión política y estratégica. China ya ha construido diez presas en el Brahmaputra (llamado Yarlung Tsangpo en el tramo chino) y sus afluentes, como la presa de Zangmu en 2014, al noroeste de la ciudad de Gyaca, a pocos kilómetros de la frontera con Bután/India.
Además, existe un mega-proyecto de construcción de la mayor presa del mundo en una gran curva del río, que doblaría en capacidad la descomunal presa de las Tres Gargantas en el río Yangtsé, bloquearía el curso del agua del río Brahmaputra, y que se ejecutaría muy próxima a la frontera india en Arunachal Pradesh. La central hidroeléctrica de Motuo, prevista para 2045, incluiría un túnel (a construir con explosiones nucleares), que podría conducir estas aguas a las secas y desérticas regiones del Noroeste de China. El agua del Brahmaputra es esencial para el abastecimiento de agua a la India y a Bangladés, y la preocupación de la India está ligada a una posible reducción del volumen de agua en el río, así como a la falta de colaboración de las autoridades chinas para intercambio de información sobre estos proyectos, o el no permitir que expertos indios visiten estas presas chinas.

#### Problemas de fondo en las relaciones China-India
La mayoría de los problemas de fondo en las relaciones China-India tienen que ver con las disputas fronterizas y el nacionalismo económico.
Las disputas fronterizas India-China
China se quejó durante décadas porque India aceptó al dalái lama como refugiado en 1959, tras huir de un Tíbet gobernado por los chinos, manteniendo su cuartel general en el norte de la India. Desde los acuerdos de 1993 y 1996, y hasta 2020, la frontera estuvo relativamente pacífica. Cambiar el statu quo de facto en una frontera de jure podría haber resuelto el asunto (el "paquete" de Deng). Pero las reivindicaciones chinas sobre Arunachal Pradesh y la falta de claridad en la Línea de control real, han hecho aumentar las transgresiones en los últimos años. Al mismo tiempo, se han desarrollado mecanismos útiles como reuniones de bandera, reuniones de personal fronterizo, líneas directas entre comandantes y la firma en 2014 de un Acuerdo de Cooperación en Defensa Fronteriza.  Se han añadido un diálogo estratégico, un diálogo de defensa y ejercicios militares conjuntos. Pero las transgresiones vician la atmósfera y crean un escenario conflictivo. El uso de visados de Pekín en los pasaportes de los indios de Cachemira o Arunachal Pradesh es una fuente de exasperación y protesta oficial. El conflicto de Doklam en 2017 se enmarca en un escenario geoestratégico donde ambas potencias pugnan por la hegemonía geopolítica en el Himalaya y consolidar su influencia en el sur de Asia. El incidente de Gawan en 2020 volvió a enfriar las relaciones bilaterales, mientras que los Acuerdos de octubre de 2024 parecen abrir la puerta a una vuelta a un statu quo, aunque no resuelva el problema de fondo.
Lucha estratégica entre India y China
La alianza chino-pakistaní y sus lazos militares y nucleares crean desconfianza en India. China dice que su cooperación no va contra ningún tercer país. Los indios siguen preocupados por las ventas militares convencionales, la construcción del puerto de Gwadar (en Pakistán) por China y la violación en el suministro de plantas nucleares civiles a Pakistán por parte de China, así como por la construcción china de infraestructura en el territorio de Cachemira ocupado y cedido por Pakistán.
Los chinos están preocupados por los grupos separatistas y terroristas en Sinkiang y sus bases de apoyo en Pakistán. Podría llevar a un punto de convergencia con India, que haría disminuir la relevancia de Pakistán como contrapeso estratégico. China preferiría una mejor entente entre India y Pakistán, mientras India espera que China no respalde la posición maximalista de Pakistán sobre Cachemira.
El creciente alineamiento de India con EEUU es un obstáculo en la búsqueda de China para construir instalaciones militares en el extranjero. En el Océano Índico, la creciente presencia de submarinos nucleares preocupa a India, mientras los chinos dicen que lo han hecho para luchar contra la piratería frente a la costa de Somalia.
El dilema de vecindad entre India y China
China ha cortejado a pequeños países de la esfera de influencia india como Bután, Nepal, Sri Lanka y Myanmar, así como ha fortalecido su presencia e influencia en África y en algunos estados costeros africanos en el Océano Índico. Estos intereses marítimos chinos han aumentado el nerviosismo de la India, que está intensificando la cooperación con algunos países como Seychelles y Mauricio. Esta región del Océano Índico se volverá vital en un futuro, ya que dos tercios de la carga mundial de petróleo, un tercio de la carga a granel y la mitad del tráfico de contenedores transitarán por estos espacios marítimos.
La Iniciativa de la Franja y la Ruta de China (BRI – Belt & Road Initiative) es un ambicioso programa para conectar Asia con África y Europa a lo largo de seis corredores con el objetivo de mejorar la integración regional, aumentar el comercio y estimular el crecimiento económico. El nombre fue acuñado por Xi Jinping en 2013, inspirándose en la Ruta de la Seda de hace 2.000 años, durante la dinastía Han, que conectó China con el Mediterráneo a través de Eurasia. El BRI comprende un Cinturón Económico de la Ruta de la Seda que une China con el sudeste asiático, el sur de Asia, Asia Central, Rusia y Europa por tierra, y una Ruta de Seda Marítima del siglo XXI que conecta la costa de China con el sudeste y sur de Asia, el Pacífico Sur, Oriente Medio y África Oriental, hasta llegar a Europa. India intenta boicotear este proyecto.
Los irritantes entre los dos países
- China: la acogida del dalái lama en India en 1959 + la no participación de India en la Nueva Ruta de la Seda + la participación de la India en el QUAD + la revocación por Modi de la autonomía del estado de Jammu y Cachemira + la asignación a Ladaj (reclamado por China) de un estatus territorial separado, lo que China llevó al Consejo de Seguridad de las Naciones Unidas tildándolo de inaceptable.[59]
- India: la relación estrecha de China con Pakistán y su apoyo a las reivindicaciones pakistaníes de Cachemira + el corredor económico China-Pakistán + bloqueo de la entrada de India en la lista del Grupo de abastecedores nucleares, salvo que Pakistán ingrese al mismo tiempo + el enorme superávit comercial a favor de China.[59]

#### Opinión pública
Según un sondeo realizado por BBC World Service Poll en 2014, el 33% de los indios tiene una opinión positiva de China, y un 35% una visión negativa. Respecto a los chinos, un 27% de ellos tiene una opinión positiva de India, y un 35% una visión negativa. Otra encuesta de opinión llevada a cabo por Pew Research Center en 2014 muestra que un 72% de los indios temen que las disputas territoriales con China puedan conducir a un conflicto armado. En otra encuesta realizada en 2023, el 67% de los indios tiene una visión negativa de China, con un 31% creyendo que la influencia china en el mundo se está debilitando, y el 38% que se está reforzando, frente al 12% y 66% en la mediana de 19 países.
Una encuesta de la Observer Research Foundation de 2021 entre jóvenes indios reveló que el 77% de los encuestados desconfiaba de China, un porcentaje superior al de cualquier otro país, incluido Pakistán. El 86% también apoyó la decisión del gobierno de prohibir las aplicaciones móviles chinas. Se ha dicho que los medios chinos rara vez informan sobre la India, y que la población china carece de conciencia y experiencia en asuntos chinos. Una encuesta de la Universidad Tsinghua de 2023 encontró que el 8% de los encuestados chinos tenía una visión favorable de la India, un 50,6% una opinión desfavorable, y un 41,5% una visión neutral.

## Geopolítica de China e India
A finales de la década de 1940, los nuevos gobiernos de Delhi y Pekín tenían simpatías políticas entre sí, con muchas esperanzas populares de una asociación fuerte y beneficiosa entre las dos naciones, pero la confusa demarcación fronteriza creó una tensión entre ambos países. La atmósfera de amistad era tal que los indios no podían imaginar la agresión militar china en su frontera noreste relativamente desprotegida.
Desde su fundación, China ha visto el sur asiático como su área de influencia y a la India como un obstáculo para la supremacía regional en Asia continental. Sus relaciones con India han estado subordinadas a las que tiene con EE. UU y con Rusia, y considera que las preocupaciones y prioridades de India deben tratarse como locales, frente a las suyas de carácter mundial en sus relaciones con las otras dos grandes potencias mundiales. Por su parte, India albergaba la esperanza de un coliderazgo sino-indio en Asia como contrapeso a la influencia occidental, mientras China la consideraba como un competidor de estatus inferior en un contexto global debido a la asimetría de poder entre ellas, lo que dificulta la relación bilateral y genera malentendidos. 
La guerra de 1962 pilló a una India que no estaba preparada para un conflicto militar con China. Una de las conclusiones para los dirigentes indios fue que debían corregir el pobre equipamiento del ejército indio. Esta guerra creó una profunda desconfianza por parte de India hacia China, hacia su gran traición, y se congelaron las relaciones diplomáticas hasta 1976.
Las transgresiones de China e intentos de coerción de bajo nivel en la frontera desde 2008 provocaron una reacción geopolítica india de bajo nivel, con un bajo costo geopolítico para China. Esta pensaba que la reacción geopolítica india sería limitada debido a que su mercado es crítico para la India, y a la dependencia de la economía india de las importaciones chinas. La reacción tras el choque en el valle de Galwan en 2020 ha sido mayor de lo anticipado por China. Parece que la India ha decidido equilibrarse contra China en su preparación militar y a través de su alineamiento con EEUU, aunque creen que esta no se involucraría militarmente en una disputa China-India. Al mismo tiempo, China necesita el mercado indio para suplantar a EEUU como el mercado más grande del mundo. Con el tiempo, China tendrá que revaluar su relación con India, y darle el respeto y el estatus de un igual. 
El ascenso relativo  de Asia en el siglo XXI ha trasladado gradualmente  el eje  geopolítico global  del Atlántico Norte y del Mediterráneo hacia los océanos Índico y Pacífico. En la comunidad estratégica se debate si debe hablarse de un área Asia-Pacífico (China-EE. UU.), o de un área Indo-Pacífico (China-India-EE. UU.), que fomentaría la cooperación entre las democracias de la región y la defensa del derecho internacional. India ha expresado su “preocupación” por los enfrentamientos marítimos entre barcos chinos y filipinos en el Mar de la China Meridional, ha proporcionado a Manila misiles BrahMos, los más potentes del armamento filipino, y reclama a Pekín que respete el fallo de arbitraje del Mar de China Meridional de 2016 a favor de Filipinas.
La rivalidad entre India y China también es evidente en la política de alianzas: China ha asumido la explotación del nuevo puerto de aguas profundas en Gwadar, Pakistán, situado a la salida del Golfo Pérsico, no lejos de la frontera iraní, que abrirá un corredor terrestre para el tráfico comercial chino y las importaciones de energía, ahorrado miles de kilómetros respecto al transporte marítimo. El temor de India es que se pueda convertir en una base naval china, algo negado por las autoridades chinas. Este proyecto parece parte de una estrategia china en los países vecinos de India en los que está construyendo una red de instalaciones militares (Collar de Perlas): Sri Lanka, Bangladés y Myanmar.
Tanto China como la India desean asumir los roles de gran potencia a los que creen que tienen derechos en vista de sus historias y civilizaciones, y presentan propuestas de cooperación multilateral que excluyen deliberadamente al otro. Consideran que sus acciones son de autodefensa, pero esas mismas acciones les parecen agresivas si son realizadas por el otro. Tienen recursos humanos masivos, una base científica, tecnológica e industrial, y formidables fuerzas armadas. Ambas son potencias nucleares y espaciales con ambiciones crecientes. Sus respectivas élites expresan un concepto de preeminencia en Asia y en el resto del mundo, y creen que su lugar debe estar en la cúspide de la jerarquía mundial. Creen que el orden mundial actual ha sido diseñado para perpetuar la dominación mundial de las potencias occidentales, pero que el ascenso de Asia en el escenario mundial será el fin del dominio occidental.
En un futuro previsible, las relaciones India-China seguirán siendo frágiles y vulnerables a deterioros por percepciones erróneas, accidentes o los problemas no resueltos. Se mantendrá la competencia y rivalidad, más que la cooperación, e intentarán evitar el desestabilizar la relación bilateral mientras vigilan las actividades del otro para obtener ventajas en la región asiática. Al aumentar la dependencia energética de ambos de Oriente Medio y África, deben forjar lazos de defensa y seguridad con los países proveedores de recursos, y desarrollar capacidades navales adecuadas para controlar las rutas marítimas por las que fluye la mayor parte de su comercio. La competencia marítima aumentará para ambos al mostrarse más en el Pacífico y el Índico, sobre todo al desplegarse en un par de décadas un portaaviones indio en el Océano Pacífico y un portaaviones chino en el Océano Índico para salvaguardar sus respectivas vías marítimas de comunicación.
La asimetría de poder hace que China sea menos sensible a las preocupaciones de la India, aunque reconoce el potencial de India como contrapeso por su ubicación geopolítica, y su sistema democrático, que le permite alinearse más fácilmente con Occidente. India seguirá emprendiendo proyectos de cooperación industrial, militar y de otro tipo con Estados Unidos como lo ha hecho durante el último medio decenio, preparándose para un futuro de competencia geopolítica a largo plazo con China.
Desde el punto de vista de inversiones, China ofrece conectividad, grandes infraestructurales, logística sofisticada, y técnicos, condiciones indispensables para las multinacionales, mientras que India tiene una política de inversiones volátil y medidas proteccionistas que no ayudan a las inversiones.
La India actual es una potencia a escala global, la quinta economía mundial, un mercado favorecido por la Casa Blanca y un socio preferente en la estrategia para el Indo-Pacífico. Modi ha logrado incluir a India en el Grupo I2U2, creado por EEUU, Israel y los Emiratos Árabes Unidos para “contribuir a la resolución de los conflictos geoestratégicos”. El crecimiento de su economía ya es más alto que el de China, aunque tardará algunas décadas en alcanzarla en PIB o PIB per cápita, y nadie piensa que los dos países más poblados de Asia y del mundo (China 12 500 $ e India 2 500 $) tengan la mínima posibilidad de ponerse al mismo nivel que EE. UU. (63 000 $), Alemania (48 000 $) o Japón (40 000 $) en el siglo XXI. A pesar del esfuerzo de innovación de la India, su economía emplea sólo el 0,7% del gasto en I+D+i frente al 2,5% asignado por China. Además, el país de Xi Jinping acapara más de la mitad de las redes 5G del mundo, 4 de las 20 mayores empresas tecnológicas del mundo son chinas, y es, junto a Estados Unidos, el único productor mundial de inteligencia artificial (IA), con un 65% de patentes.
En los BRICS+, India apuesta por la cooperación de los mercados emergentes, mientras en la OCS suscribe las críticas a un Occidente liderado por EEUU. India aboga por una gobernanza global más atenta a las inquietudes del Sur global. Al mismo tiempo, participa en el QUAD con EE. UU., Japón y Australia, donde no participa de todas las cuestiones tratadas por esos países, pero su estrategia es pasar de compartir el esquema general a implicarse un poco más.
Sin embargo, ambos comparten intereses en mantener la estabilidad regional (amenaza del sector fundamentalista islámico), explotar las oportunidades económicas, acceder a las fuentes de energía y mercados, y mejorar la cooperación regional. Hay más razones para cooperar que para chocar entre China e India en cuestiones económicas, medioambientales y culturales. Las posturas conjuntas en algunos asuntos críticos como la OMC, el desequilibrado orden económico internacional, las cuestiones medioambientales, los derechos humanos, la reforma de la ONU y el desarme, están cobrando impulso. Ambos participan en la reorganización gradual del poder económico y político mundial, a través de la acomodación y de la cooperación cuando sea posible o necesario.  Saben que si incrementan sus relaciones políticas y económicas ambas saldrán fortalecidas, no solo en el largo plazo, sino incluso en el corto plazo.

### Libros
- Backus, Maria (2002). Ancient China (en inglés). Dayton, Ohio: Lorenz Educational Press. ISBN 978-0-7877-0557-2. Consultado el 15 de noviembre de 2024.
- Bajpai, Kanti; Ho, Selina; Miller, Manjari Chatterjee (2020). Routledge Handbook of China–India Relations (en inglés). Oxford, R.U.: Routledge. ISBN 978-1-351-00154-0. Consultado el 1 de diciembre de 2024.
- Bajwa, Farroq Naseem (2013). From Kutch to Tashkent: the Indo-Pakistan war of 1965 (en inglés). Londres: Hurst Publishers. ISBN 978-1-84904-230-7.
- Chellaney, Brahma (2011). Water: Asia’s New Battleground (en inglés). Washington D.C.: Georgetown University Press. ISBN 978-1-58901-798-6.
- Cheng, Anne; Kumar, Sanchit (2020). “Indian Mendicants in Ming and Qing China: A preliminary Study” por Matthew W. Mosca en “India-China: Intersecting Universalities” (en inglés). Collége de France. ISBN 978-2722605367. Consultado el 22 de noviembre de 2024.
- Chung, Tan (1999). In the footsteps of Xuanzang: Tan Yun-Shan and India (en inglés). Nueva Delhi: Gyan Publishing House. ISBN 81-212-0630-8. Consultado el 23 de noviembre de 2024.
- Deepak, B. R. (2001). India-China Relations in the first half of the 20th Century (en inglés). Nueva Delhi: A. P. H. Publishing. ISBN 978-8176482455.
- Deepak, B. R.; Tripathi, D. P. (2005). India and Taiwan: From Benign Neglect to Pragmatism (en inglés). Nueva Delhi: VIJ Books. ISBN 978-9384464912.
- Fingar, Thomas (2016). “China’s Goals in South Asia” en “The new great game” (en inglés). California: Stanford University Press. ISBN 978-0-8047-9764-1.
- Ho, Selina (2018). “Power Asymmetry and the China-India Water Dispute” en “The China-India Rivalry in the Globalization Era” (en inglés). Washington D.C.: Georgetown University Press. ISBN 978-1-62616-600-4.
- Hogel, Bernhard (2005). India and China in the Colonial World (en inglés). Nueva York: Berghahn Books. ISBN 978-8187358206. Consultado el 23 de noviembre de 2024.
- Janin, Hunt (1999). The India-China opium trade in the nineteenth century (en inglés). Jefferson, Carolina del Norte: McFarland & Company, Inc, Publishers. ISBN 0-7864-0715-8. Consultado el 16 de noviembre de 2024.
- Korolev, Alexander S (2023). “Political and Economic Security in Multipolar Eurasia” en “China and Eurasian Powers in a Multipolar World Order 2.0” de Mher Sahakyan (en inglés). Nueva York: Routledge. ISBN 978-1-003-35258-7.
- Malik, J. Mohan (2009). “India-China Relations” en "Berkshire Encyclopedia of China" (en inglés). Great Barrington, Massachusetts: Berkshire Publishing Group LLC. pp. 1143-50. ISBN 9780977015948. Consultado el 15 de noviembre de 2024.
- Mishra, Keshav (2004). Rapprochement Across The Himalyas: emerging India-China relations in Post Cold war Period (en inglés). Nueva Delhi: Gyan Publishing House. ISBN 9788178352947.
- Mitter, Rana (2013). China’s War with Japan 1937-1045. The struggle for survival (en inglés). Londres: Allen Lane. ISBN 978-1846140105. Consultado el 24 de noviembre de 2024.
- Mosca, Matthew W. (2015). From frontier policy to foreign policy: the question of India and the transformation of geopolitics in Qing China (en inglés). California: Stanford University Press. ISBN 978-0-8047-9729-0.
- Raghavan, Srinath (2010). War and Peace in Modern India (en inglés). Londres: Palgrave Macmillan. ISBN 978-1-137007377.
- Rajan, D. S. (2007). “India-China Relations Since 1988” en “The New Asian Power Dynamics” de M. Rasgotra (en inglés). Londres: SAGE Publications. ISBN 9780761935728.
- Rasgotra, Maharajakrishna (2007). The New Asian Power Dynamic (en inglés). Londres: SAGE Publications. ISBN 9780761935728.
- Sastri, K. A. Nilakanta (1997). A history of South India from prehistoric times to the fall of Vijayanagar (en inglés). Nueva Delhi: Oxford University Press India. ISBN 978-0-19-560686-7.
- Sen, Tansen (2003). Buddhism, Diplomacy, and Trade: The Realignment of Sino-Indian Relations, 600-1400 (en inglés). Hawái: Association for Asian Studies. University of Hawaii Press. ISBN 0-8248-2593-4. Consultado el 20 de noviembre de 2024.
- Singh, Rohit (2011). China and India in Asian Power Politics (en inglés). Nueva Delhi: Vij Books India. ISBN 978-9380177533.
- Singh, Prashant Kumar (2014). Transforming India-Taiwan Relations (en inglés). Nueva Delhi: Institute for Defence Studies and Analyses. ISBN 978-93-82169-36-9. Consultado el 24 de noviembre de 2024.
- Smith, Vincent Arthur (1999). The Early History of India (en inglés). Nueva Delhi: Atlantic Publishers and Distributors. ISBN 81-7156-618-9.
- Upadhya, Sanjay (2012). Nepal and the Geo-Strategic Rivalry between China and India (en inglés). Nueva York: Routledge. ISBN 978-0-415-69572-5.
- Williams, Barbara (2004). World War Two (en inglés). Minneapolis, EE.UU.: Twenty-First Century Books. ISBN 978-0-8225-0138-1.
- Zhu, Cuiping (2018). India’s Ocean: Can China and India Coexist? (en inglés). Kunming, Yunnan, China: Springer. ISBN 978-981-10-5725-0. Consultado el 2 de diciembre de 2024.

### Publicaciones
- Andreu García, José Miguel (2006). «Grandes expectativas y obstáculos de China e India en su camino hacia la cumbre». Economía Industrial (362): 19-28. ISSN 0422-2784. Consultado el 5 de diciembre de 2024.
- Arif, Sheik Mohd (2015). «A history of Sino-Indian relations: From conflict to cooperation». Prime Scholars Library (en inglés) (abril de 2015) 3 (3). ISSN 0976-8610. Consultado el 15 de noviembre de 2024.
- Bagchi, Indrani (2021). «China most distrusted nation, says a survey of Indian youth». The Times of India (en inglés) (Bombay, publicado el 15 de agosto de 2021). ISSN 0971-8257. Consultado el 5 de diciembre de 2024.
- Bajaj, Vikas (2011). «India measures itself against a China that doesn’t notice». The New York Times (en inglés) (31 de agosto de 2011). ISSN 0362-4331. Consultado el 5 de diciembre de 2024.
- Barnett, Robert (2008). «Did Britain Just Sell Tibet?». The New York Times (en inglés) (24 de noviembre de 2008). ISSN 1553-8095. Consultado el 29 de noviembre de 2024.
- Behera, Anshuman; Mayilvaganan, M. (2021). «The China–Nepal–India Economic Corridor: wishful thinking or regional aspiration beyond rhetoric?». The Round Table (en inglés) (Londres, publicado el 30 de abril de 2021) 110 (2). ISSN 0035-8533. Consultado el 1 de diciembre de 2024.
- Bhaumik, Anirban (2005). «India’s Land of the Rising Sun not happy». Deccan Herald (en inglés) (Bangalore, India, publicado el 17 de abril de 2005). ISSN 0971-717X. Consultado el 27 de noviembre de 2024.
- Casanova, Lourdes (2006). «Inversiones de China e India en el continente latinoamericano». Economía Industrial (362): 71-78. ISSN 0422-2784. Consultado el 2 de diciembre de 2024.
- Chaudhury, Dipanjan Roy (2017). «There won't be a war at Doklam as India and China agree to disengage». The Economic Times (en inglés) (Bombay, publicado el 29 de agosto de 2017). ISSN 0972-0685. Consultado el 25 de noviembre de 2024.
- Chaudhury, Dipanjan Roy (2018). «India, China likely to jointly undertake projects in Afghanistan». The Economic Times (en inglés) (Bombay, publicado el 07 de mayo de 2018). ISSN 0972-0685. Consultado el 30 de noviembre de 2024.
- Colless, Brian (1980). «Han and Shen-tu China's Ancient Relations with South Asia». East and West (en inglés) 30 (1-4): 157-177. ISSN 0012-8376. Consultado el 18 de noviembre de 2024.
- Esteve Moltó, José Elías (2008). «La disputa fronteriza entre India y China: Origen y evolución de la controversia». Revista Electrónica de Estudios Internacionales (Enero de 2008). ISSN 1697-5197. Consultado el 3 de diciembre de 2024.
- García Herrero, Alicia (2024). «La economía de la India tiene a tiro alcanzar a China». El País (Madrid, publicado el 26 de abril de 2024). ISSN 1134-6582. Consultado el 3 de diciembre de 2024.
- Garver, John W. (1996). «Sino-indian Rapprochement and the Sino-Pakistan Entent». Political Science Quarterly (en inglés) 111 (2). ISSN 0032-3195. Consultado el 28 de noviembre de 2024.
- Gill, Don McLain (2020). «Between the Elephant and the Dragon: examining the Sino-Indian competition in the Indian Ocean». Journal of the Indian Ocean Region (en inglés) (Nueva Delhi, publicado el 22 de septiembre de 2020) 17 (2): 235-254. ISSN 1948-0881. Consultado el 1 de diciembre de 2024.
- Gokhale, Vijay (2022). «A Historical Evaluation of China’s India Policy: Lessons for India-China Relations». Carnegie Endowment for International Peace - India (en inglés) (Nueva Delhi, publicado el 13 de diciembre de 2022). ISSN 1945-4686. Consultado el 26 de noviembre de 2024.
- González Castañeda, Mario; Bavoleo, Bárbara (2010). «Atomizando a la nación: la energía nuclear en el discurso de la nación de India». Memoria y Sociedad 14 (29): 125-142. ISSN 0122-5197. Consultado el 27 de noviembre de 2024.
- Gurjar, Sankalp (2019). «Geopolitics of Western Indian Ocean: Unravelling China’s Multi-dimensional Presence». Strategic Analysis (en inglés) (Nueva Delhi, publicado el 05 de agosto de 2019) 43 (5): 385-401. ISSN 0970-0161. Consultado el 1 de diciembre de 2024.
- Hassan, Gabriel (2024). «Brics. L’Inde et la Chine font un pas crucial vers des relations apaisées». Courrier International (en francés) (22 de octubre de 2024). ISSN 1154-516X. Consultado el 25 de noviembre de 2024.
- Ho, Selina (2021). «The China-India Water Dispute». Indo-Pacific Perspectives (en inglés) (Junio 2021): 24-28. ISSN 2167-1699. Consultado el 4 de diciembre de 2024.
- Hornat, Jan (2015). «The power triangle in the Indian Ocean: China, India and the United States». Cambridge Review of International Affairs (en inglés) (Cambridge, R.U., publicado el 03 de enero de 2015) 29 (2): 425-443. ISSN 0955-7571. Consultado el 1 de diciembre de 2024.
- Hu, Richard Weixing (1999). «India‘s Nuclear Bomb and Future of Sino-Indian Relations». East Asia (en inglés) (17): 40-68. ISSN 1096-6838. Consultado el 28 de noviembre de 2024.
- Jagat, Paramvir (2020). «India and China Relations: A Historical Perspective». International Journal of Humanities and Social Science Invention (en inglés) 9 (7): 21-26. ISSN 2319-7722. Consultado el 23 de noviembre de 2024.
- Jha, Prem Shankar (2017). «China–India Relations under Modi: Playing with Fire». China Report (en inglés) (Delhi, publicado el 21 de abril de 2017) 53 (2). ISSN 0009-4455. Consultado el 1 de diciembre de 2024.
- Joshi, Manoj (2017). «Doklam: To start at the very beginning». Observer Research Foundation (en inglés) (09 de agosto de 2017). ISSN 2330-717X. Consultado el 15 de noviembre de 2024.
- Karackattu, Joe Thomas (2020). «The corrosive compromise of the sino-indian border management framework: From Doklam to Galwan». Asian Affairs (en inglés) (Londres, publicado el 02 de septiembre de 2020) 51 (3): 590-604. ISSN 1477-1500. Consultado el 1 de diciembre de 2024.
- Khan, Amir Ullah (2007). «La economía india en 2007». Anuario Asia-Pacífico (México D.F.) (1). ISSN 1699-8111. Consultado el 2 de diciembre de 2024.
- Khanna, Tarun (2007). «China + India: The Power of Two». Harvard Business Review (en inglés) (Brighton, Massachusetts, publicado el Diciembre 2007). ISSN 0017-8012. Consultado el 3 de diciembre de 2024.
- Khera, Kishore Kumar (2017). «International Military Exercises: An Indian Perspective». Journal of Defence Studies (en inglés) 11 (3): 17-40. ISSN 0976-1004. Consultado el 2 de diciembre de 2024.
- Krishnan, Ananth (2011). «China warns India on South China Sea exploration projects». The Hindu (en inglés) (Chennai, publicado el 15 de septiembre de 2011). ISSN 0257-5310. Consultado el 17 de noviembre de 2024.
- Krishnan, Ananth (2013). «Behind China’s Hindu temples, a forgotten history». The Hindu (en inglés) (Chennai, publicado el 19 de julio de 2013). ISSN 0257-5310. Consultado el 21 de noviembre de 2024.
- Landrin, Sophie (2022). «Nouvel affrontement entre la Chine et l’Inde dans l’Himalaya». Le Monde (en francés) (13 de diciembre de 2022). ISSN 2262-4694. Consultado el 25 de noviembre de 2024.
- Mejía, Leonardo (2017). «India y China, dos escenarios de la política internacional contemporánea». Journal de Ciencias Sociales (Buenos Aires) 5 (9). ISSN 2362-194X. Consultado el 1 de diciembre de 2024.
- Morales, Patrizia Cogo (2020). «China e India en el Himalaya: ¿una nueva etapa?». Boletín del Instituto Español de Estudios Estratégicos (23 de octubre de 2020) (20): 301-317. ISSN 2530-125X. Consultado el 25 de noviembre de 2024.
- Pai, Nitin (2017). «Why is China so keen to alienate half a billion young Indians with no memories of the war?». South China Morning Post (en inglés) (25 de julio de 2017). ISSN 1563-9371. Consultado el 28 de noviembre de 2024.
- Pant, Harsh V. (2014). «India and China Slug It Out in South Asia». The Diplomat (en inglés) (Washington, publicado el 11 de diciembre de 2014). ISSN 0795-8684. Consultado el 1 de diciembre de 2024.
- Pardo Delgado, José Miguel (2019). «El conflicto fronterizo entre India y China, Doklam. Implicaciones geoestratégicas». Boletín Instituto Español Estudios Estratégicos (14): 504-517. ISSN 2530-125X. Consultado el 4 de diciembre de 2024.
- Patnaik, Prabhat (2022). «La economía de la India en el neoliberalismo». El Trimestre Económico (354): 393-419. ISSN 0041-3011. Consultado el 2 de diciembre de 2024.
- Paz Meléndez, Gabriela De la (2021). «China e India: Historia de una rivalidad». CONfines de relaciones internacionales y ciencia política (Monterrey, México) 17 (32): 113-117. ISSN 1870-3569. Consultado el 2 de diciembre de 2024.
- Pedroletti, Brice; Bouissou, Julien (2017). «L’Inde et le Pakistan rejoignent l’Organisation de coopération de Shanghaï». Le Monde (en francés) (París, publicado el 10 de junio de 2017). ISSN 2262-4694. Consultado el 2 de diciembre de 2024.
- Perruche, Clément (2024). «L'Inde et la Chine actent leur dégel diplomatique». Les Echos (en francés) (París, publicado el 24 de octubre de 2024). ISSN 0153-4831. Consultado el 30 de noviembre de 2024.
- PTI (2011). «2011: India, China solve stapled visa issue; put off border talks». The Economic Times (en inglés) (Bombay, publicado el 23 de noviembre de 2011). ISSN 0972-0685. Consultado el 30 de noviembre de 2024.
- PTI (2012). «China wants to deepen strategic cooperation with India: Hu Jintao». The Economic Times (en inglés) (Bombay, publicado el 30 de marzo de 2012). ISSN 0972-0685. Consultado el 30 de noviembre de 2024.
- PTI (2013). «China reiterates claim on Arunachal Pradesh through mouthpiece». The Times of India (en inglés) (Bombay, publicado el 30 de noviembre de 2013). ISSN 0971-8257.
- PTI (2023). «India slams China at UN for blocking move to designate 26/11 accused Sajid Mir as 'global terrorist'». The Hindu (en inglés) (Chennai, publicado el 21 de junio de 2023). ISSN 0257-5310. Consultado el 30 de noviembre de 2024.
- Rajagopalan, Rajeswari Pillai (2022). «China-India Relations in a State of Limbo». The Diplomat (en inglés) (Washington D.C., publicado el 02 de agosto de 2022). ISSN 0795-8684. Consultado el 30 de noviembre de 2024.
- Ramachandran, Sudha (2022). «India Abstains on Xinjiang Resolution at UNHRC». The Diplomat (en inglés) (Washington D.C., publicado el 20 de octubre de 2022). ISSN 0795-8684. Consultado el 30 de noviembre de 2024.
- Rizzi, Andrea (2023). «China, Rusia, India, el Sur: la era de la revancha». El País (Madrid, publicado el 20 de septiembre de 2023). ISSN 1576-3757. Consultado el 1 de diciembre de 2024.
- Rubin, Alfred P. (1960). «The Sino-Indian Border Disputes». The International and Comparative Law Quaterly (en inglés) 9 (1): 96-125. ISSN 1471-6895. Consultado el 22 de noviembre de 2024.
- Saiz Álvarez, José Manuel (2009). «La Organización de Cooperación de Shangai (OCS): Claves para la creación de un futuro Líder mundial». Revista de Economía Mundial (23): 307-326. ISSN 1576-0162. Consultado el 2 de diciembre de 2024.
- Samper, Verónica (2020). «India y su futuro». Boletín económico de ICE, Información Comercial Española (Octubre 2020) (3128). ISSN 0214-8307. Consultado el 2 de diciembre de 2024.
- Saxena, Shobhan (2012). «India-China bilateral trade set to hit $100 billon by 2015». The Times of India (en inglés) (21 de junio de 2012). ISSN 0971-8257. Consultado el 17 de noviembre de 2024.
- Sen, Tansen (2006). «The Yuan Khanate and India: Cross-Cultural Diplomacy in the Thirteenth and Fourteenth Centuries». Asia Major (en inglés) 19 (1-2): 299-326. ISSN 0004-4482. Consultado el 21 de noviembre de 2024.
- Smith, Jeff M. (2009). «The China-India Border Brawl». The Asian Wall Street Journal (en inglés) (24 de junio de 2009). ISSN 0191-0132. Consultado el 15 de noviembre de 2024.
- Zhang, Ketian (2022). «Explaining Chinese Military Coercion in Sino-Indian Border Disputes». Journal of Contemporary China (en inglés) (Denver, publicado el 16 de junio de 2022). ISSN 1067-0564. Consultado el 5 de diciembre de 2024.
- Zhao, Deyun (2014). «Study on the etched carnelian beads unearthed in China». Chinese Archaeology (en inglés) 14: 176-181. ISSN 2160-5025. Consultado el 18 de noviembre de 2024.
- Zhou, Laura (2020). «What is RCEP and what does an Indo-Pacific free-trade deal offer China?». South China Morning Post (en inglés) (Hong Kong, publicado el 12 de noviembre de 2020). ISSN 1563-9371. Consultado el 2 de diciembre de 2024.